# Le Mans Series 2008

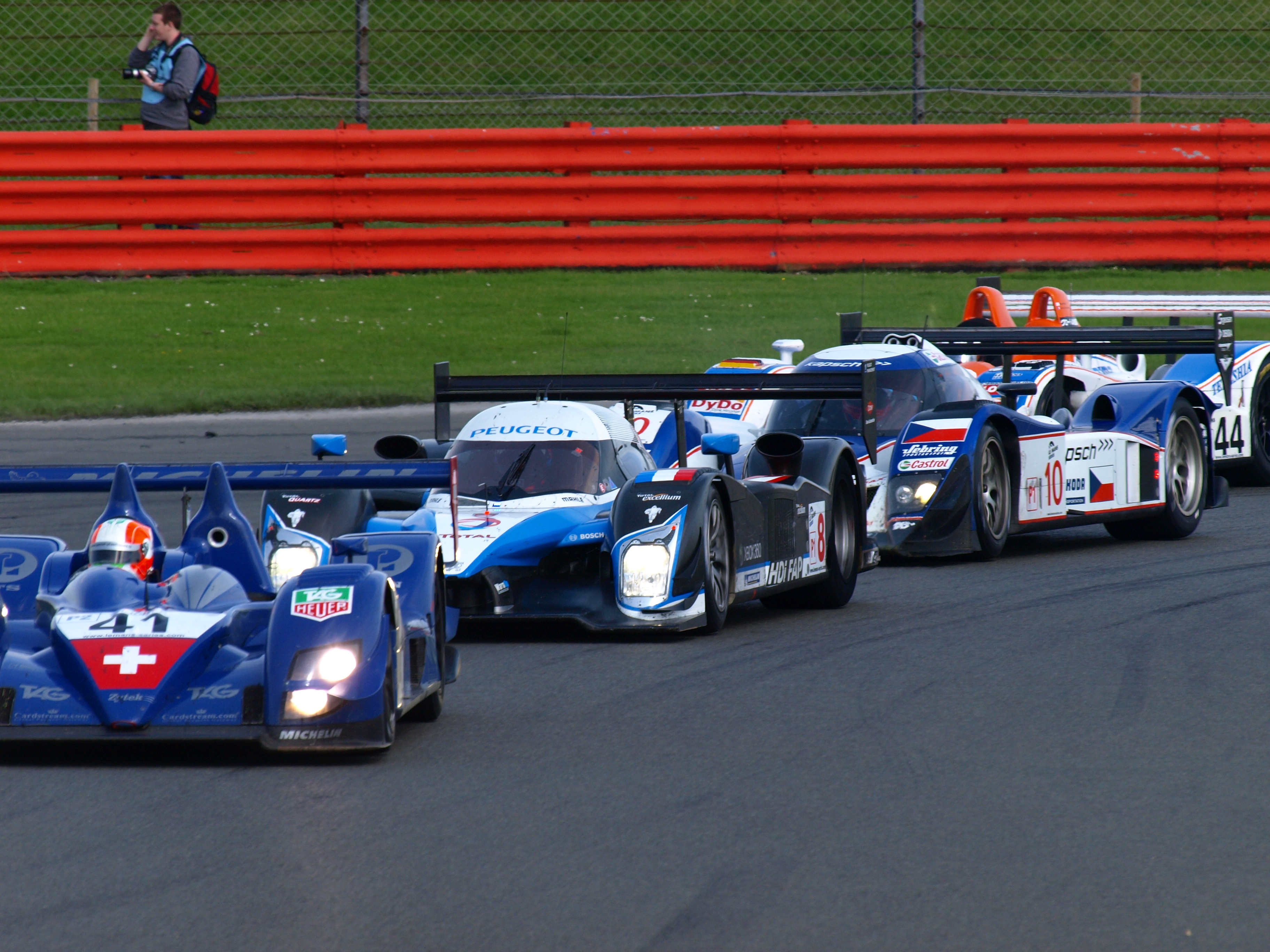
Mehrere Prototypen beim 1000-km-Rennen von Silverstone

Die Le Mans Series Saison 2008 war die fünfte Langstreckenmeisterschaft des ACOs. Sie wurde über fünf Rennen in der Zeit vom 5. April 2008 bis zum 14. September 2008 ausgetragen. Zum ersten Mal in der Geschichte der Le-Mans-Series kämpften zwei Autokonzerne um den Sieg in der Prototypen-Klasse LMP1.

## Änderungen 2008

### Regelwerk
Nach den Erfolgen des Semiwerksteams Penske Racing in der American Le Mans Series modifizierte der ACO das Regelwerk der Le-Mans-Prototypen. So war ab 2008 die Klasse LMP1 für Konstrukteure und Automobilhersteller vorgesehen, wohingegen sich die Klasse der leistungsschwächeren Prototypen LMP2 eher an Privatiers richten sollte. Darüber hinaus wurde das Mindestgewicht der beiden Klassen modifiziert. Während das Mindestgewicht der schwereren, aber leistungsstärkeren Fahrzeuge der LMP1, um 25 kg auf 900 kg reduziert wurde, durften die leichteren, aber leistungsschwächeren Prototypen der LMP2 nun 825 kg nicht unterschreiten. Die ursprüngliche Gewichtsdifferenz von 150 kg schrumpfte somit ab 2008 auf 75 kg. Um die Leistungsdifferenz der beiden Prototypenklassen deutlicher herauszustellen, durften LMP2s nun nicht mehr als 80 Liter Kraftstoff mitführen. Fahrzeuge der LMP1 hatten weiterhin einen entweder 90 Liter fassenden Benzin- oder 81 Liter großen Dieseltank. Auf der Motorenseite gestattete der ACO neben den reinrassigen LMP1-Rennmotoren ab 2008 auch homologatisierte auf Serienmotoren basierende GT1-Rennmotoren bis zu einem Hubraumlimit von 6000 cm³. Bedingung für einen Einsatz dieser leistungsgesteigerten Serienmotoren, war die jährliche Produktion von 1000 Aggregaten des Serienpendants. Außerdem wurden 2008 erstmals Dieselmotoren in der Prototypenkategorie LMP2 zugelassen. Diese Motoren mussten, ähnlich den GT-Motoren, aus der Serie abstammen. Im Gegensatz dazu aber mindestens 10000 mal im Jahr gefertigt worden sein. Die maximale Hubraumgröße der Dieselmotoren betrug 4400 cm³. Zudem wurde das Sportliche Reglement in einigen Punkten angepasst. Mussten Fahrer bislang mindestens eine Stunde Fahrzeit vorweisen um Meisterschaftspunkte zu erhalten, wurde die Mindestanforderung auf 45 Minuten gesenkt. Außerdem sah der ACO nun vor, für Meisterschaftsläufe von mehr als 1000 km mehr Meisterschaftspunkte zu vergeben. So erhielten nun die ersten acht Fahrzeuge und deren Fahrer in längeren Rennen wie folgt Punkte: 15-12-9-7,5-6-4,5-3-1,5. Der Schlüssel für die klassische 1000-km-Distanz blieb dabei unangetastet bei 10-8-6-5-4-3-2-1.

### Rennstrecken
Zunächst waren sechs Renntermine für die Saison 2008 vorgesehen. Das ursprünglich als Start für den asiatischen Ableger der Le Mans Series geplante Rennen und einziger Lauf außerhalb Europas in Shanghai, wurde im Mai 2008 mit Verweis auf die wirtschaftliche Lage und der Olympischen Spiele abgesagt.
Ansonsten blieb der Kalender gegenüber dem Vorjahr konstant, einzig der Lauf auf dem Circuit Ricardo Tormo in der Nähe von Valencia entfiel zugunsten des 1000-km-Rennen von Barcelona.

### Fahrzeuge
Zum offiziellen Le Mans Series Vortests in Le Castellet erschienen zwei komplett neuentwickelte Fahrzeuge. Zum einen der geschlossene Prototyp ee1 von Epsilon Euskadi, zum anderen der Aston Martin V8 Vantage GT2. Durch Lieferschwierigkeiten nicht beim Vortests anwesend, trat der von Embassy Racing entwickelte Prototyp WF01 erst in Barcelona in Erscheinung. Ebenfalls zum ersten Rennen der Saison, meldete sich Gérard Welter mit einer Neuentwicklung für die LMP2-Kategorie zurück. Neben den neuen Chassiskonstruktionen wurden für die Saison 2008 auch eine Reihe von Fahrzeugen weiterentwickelt, allen voran der Lola B08/60 und dessen LMP2-Variante B08/80. Gegenüber dem Vorjahreswagen war der B08 als Coupé ausgeführt und somit der dritte geschlossene Le-Mans-Prototyp in dieser Saison.

### Meisterschaft
Bereits 2007 wurde neben der eigentlichen Klassenwertung die von Michelin gesponserte Michelin Energy Endurance Challenge ausgetragen. Während des Vortests in Le Castellet stellte Manager des ACOs Daniel Poissenot die Änderung für die Saison 2008 vor. So wurde in Zusammenarbeit mit Michelin die Wertung vereinfacht. Ziel war es laut Poissenot, die Wertung so umzustrukturieren, dass Preisgelder an denjenigen ausgeschüttet werden, der die größtmögliche Distanz mit dem geringsten Treibstoffverbrauch zurücklegen kann. Des Weiteren wurde von Seiten des ACO ein weiterer Aspekt während des ersten Rennwochenendes in Barcelona hinzugefügt. Mit dem Sieg in der Energiewertung ist ab 2008 eine automatische Einladung zum 24-Stunden-Rennen von Le Mans im Folgejahr verbunden.

## Teams und Fahrer

### LMP1

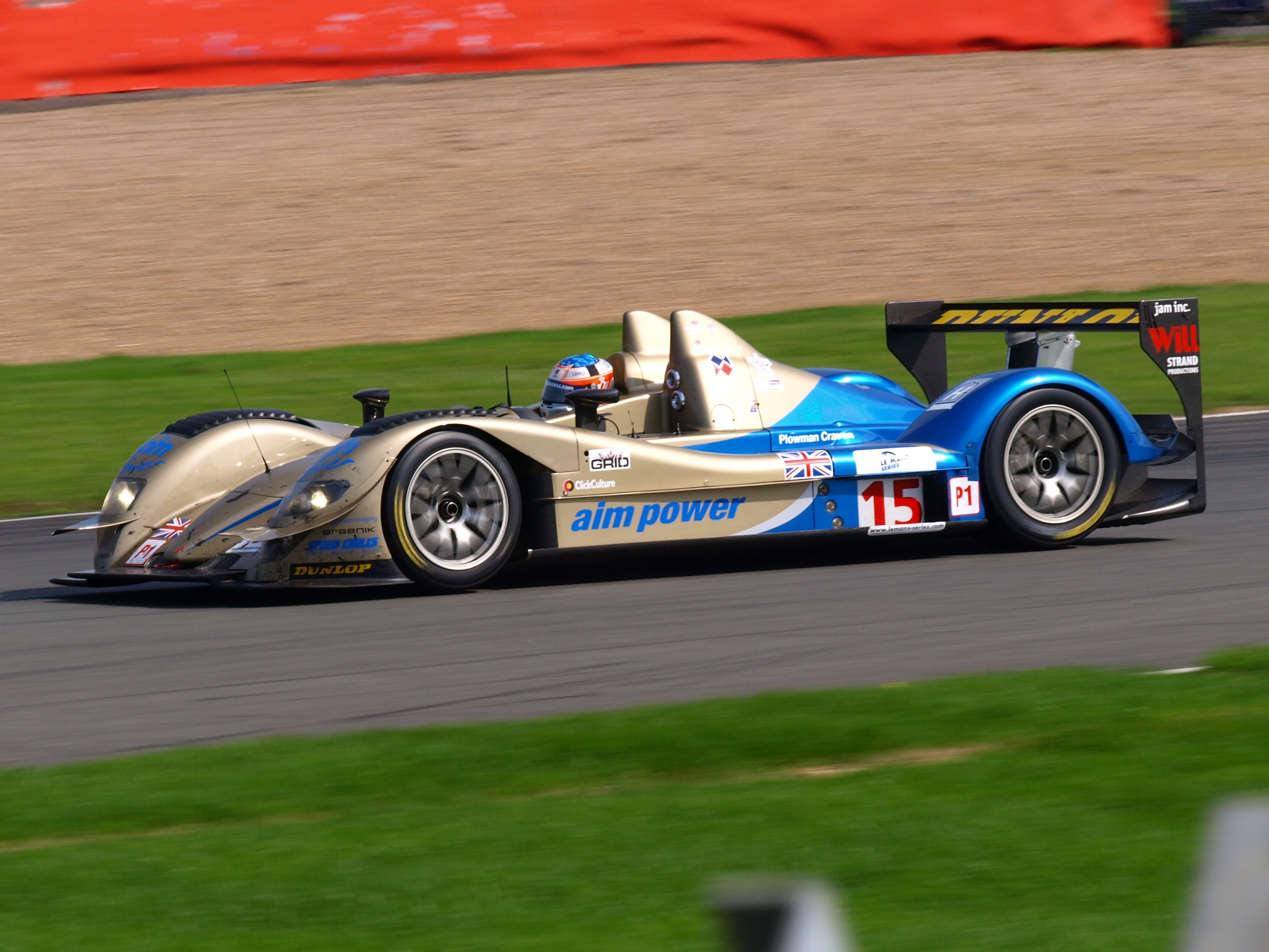
Creation mit AIM-Motor in Silverstone

Der amtierende Teammeister Peugeot-Total setzte auch 2008 seine beiden Fahrerpaarungen in der Le Mans Series ein, darunter unter anderem die beiden Sieger der Fahrermeisterschaft 2008. Mit der erneuten Teilnahme eines von Audi unterstützten Teams war die Saison das erste aufeinandertreffen der beiden Dieselprototypen in einer Meisterschaft. Bisher traten Peugeot und Audi nur in Le Mans und beim 12-Stunden-Rennen von Sebring gegeneinander an. Zusammen mit Audi fand auch Allan McNish zurück in die Serie. McNish war bis dahin insgesamt drei Gesamtsiegen einer der erfolgreichsten Prototypen-Piloten der Le Mans Series und in diesem Jahr zusammen mit Rinaldo Capello gemeldet, mit dem er im Vorjahr die American Le Mans Series gewinnen konnte. Obwohl Audi bereits 2004 und 2005 Rennen in der europäischen Meisterschaft fuhr, war es für Teameigner Reinhold Joest der erste Einsatz. Das letzte Einsatzteam von Audi, Team ORECA, war nach dem Engagement 2006 und 2007 in die GT1-Kategorie gewechselt und hatten in der Winterpause den Chassishersteller rund um Yves Courage übernommen. Nach der Eingliederung von Courage wurde dessen Prototyp LC70 weiterentwickelt und zu Beginn der Saison von ORECA gemeldet. So fuhren im ersten Prototyp die beiden LMS-GT1-Meister 2007 Soheil Ayari und Stéphane Ortelli, während sich das zweite Cockpit der ehemalige Formel-1-Pilot Olivier Panis mit Nicolas Lapierre teilten. ORECA übernahm von Courage ebenfalls 5,5-Liter-Motor von Judd. Insgesamt belieferte der britische Rennmotorenhersteller fünf der elf LMP1-Teams in dieser Saison. Während Judd damit weiterhin der meistgenutzte Motorhersteller blieb, nutzte das tschechische Rennteam von Antonin Charouz die neugeschaffene Option, ein GT1-Aggregat in einen Prototyp einzusetzen. Der Motor des neuen Lola-Coupés stammte aus einem Aston Martin DBR9 und war der einzige Benzinmotor mit 12 Zylindern im LMP-Feld. Das Werksteam vom Chassishersteller Creation sicherte sich bereits 2006 die exklusive Zusammenarbeit mit dem japanischen Motorhersteller AIM. Nach der Entwicklung des Motors 2007, folgte 2008 das europäische Renndebüt in der Le Mans Series. Wurde im Vorjahr der Großteil der Fahrzeuge von Lola gestellt, waren 2008 die Chassiskonstruktionen von Henri Pescarolo in der Überzahl. Während seine Mannschaft zwei Wagen des Typs Pescarolo 01 einsetzte, war mit Saulnier Racing ein weiteres Kundenteam in die LMP1 aufgestiegen. Darüber hinaus schrieb sich das britische Rollcentre Team ebenfalls ein Pescarolo-Chassis in die Starterliste ein. Alle vier Rennwagen waren mit Judd-Motoren ausgestattet, somit die am häufigsten Verwendete Chassis-Motoren-Kombination in der LMP1.
| Team                           | Chassis             | Motor            | Reifen | Nr. | Stammfahrer                                   | Ersatzfahrer                                              |
| ------------------------------ | ------------------- | ---------------- | ------ | --- | --------------------------------------------- | --------------------------------------------------------- |
| Audi Sport Team Joest          | Audi R10 TDI        | Audi (Diesel)    | M      | 1   | Allan McNish Rinaldo Capello                  |                                                           |
| Audi Sport Team Joest          | Audi R10 TDI        | Audi (Diesel)    | M      | 2   | Alexandre Prémat Mike Rockenfeller            |                                                           |
| Scuderia Lavaggi               | Lavaggi LS1         | AER P32T         | D      | 3   | Giovanni Lavaggi Wolfgang Kaufmann            |                                                           |
| Saulnier Racing                | Pescarolo 01        | Judd GV5.5 S2    | M      | 4   | Jacques Nicolet Marc Faggionato Richard Hein  |                                                           |
| Team ORECA-Matmut              | Courage-ORECA LC70  | Judd GV5.5 S2    | M      | 5   | Soheil Ayari Stéphane Ortelli                 | Loïc Duval                                                |
| Team ORECA-Matmut              | Courage-ORECA LC70  | Judd GV5.5 S2    | M      | 6   | Olivier Panis Nicolas Lapierre                |                                                           |
| Team Peugeot Total             | Peugeot 908 HDi FAP | Peugeot (Diesel) | M      | 7   | Nicolas Minassian Marc Gené                   | Jacques Villeneuve                                        |
| Team Peugeot Total             | Peugeot 908 HDi FAP | Peugeot (Diesel) | M      | 8   | Stéphane Sarrazin Pedro Lamy                  | Alexander Wurz                                            |
| Charouz Racing System          | Lola B08/60         | Aston Martin     | M      | 10  | Jan Charouz Stefan Mücke                      |                                                           |
| Creation Autosportif           | Creation CA07       | AIM YS5.5        | D      | 14  | Felipe Ortiz Stephen Simpson                  | Jamie Campbell-Walter Liz Halliday Ryan Lewis Stuart Hall |
| Creation Autosportif           | Creation CA07       | AIM YS5.5        | D      | 15  | Robbie Kerr Stuart Hall Jamie Campbell-Walter | Bruce Jouanny                                             |
| Pescarolo Sport                | Pescarolo 01        | Judd GV5.5 S2    | M      | 16  | Emmanuel Collard Jean-Christophe Boullion     | Romain Dumas                                              |
| Pescarolo Sport                | Pescarolo 01        | Judd GV5.5 S2    | M      | 17  | Harold Primat Christophe Tinseau              |                                                           |
| Rollcentre Racing              | Pescarolo 01        | Judd GV5.5 S2    | D      | 18  | Vanina Ickx Martin Short                      | João Barbosa Ducan Tappy Mikael Forsten Charlie Hollings  |
| Chamberlain-Synergy Motorsport | Lola B06/10         | AER P32T         | D      | 19  | Gareth Evans Bob Berridge                     |                                                           |
| Epsilon Euskadi                | Epsilon Euskadi ee1 | Judd GV5.5 S2    | M      | 20  | Angel Burgueño Miguel Ángel de Castro         |                                                           |
| Epsilon Euskadi                | Epsilon Euskadi ee1 | Judd GV5.5 S2    | M      | 21  | Adrián Vallés Shinji Nakano                   |                                                           |

### LMP2

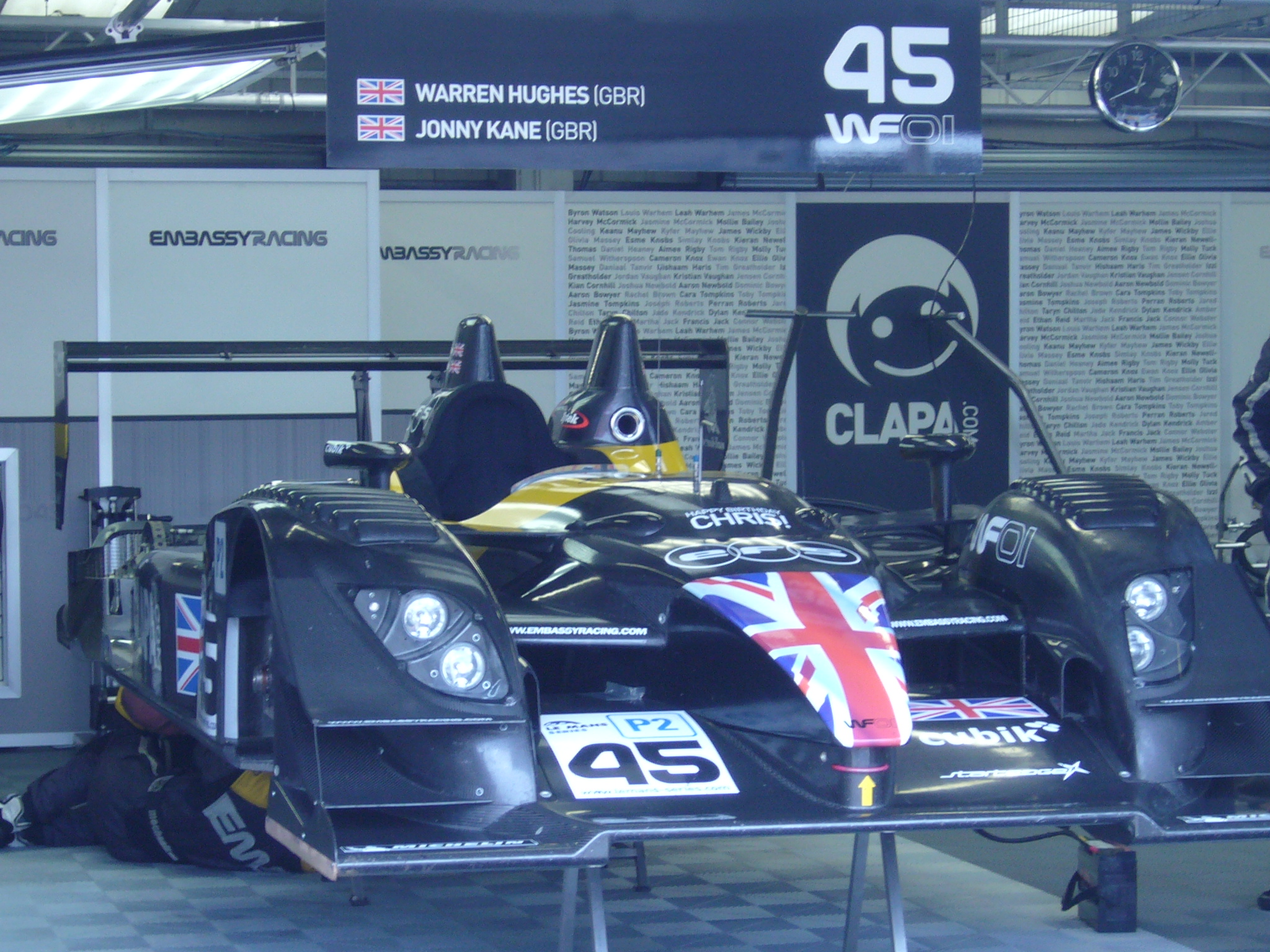
Embassy WF01

2008 meldeten sich drei Kundenteams, mit dem bis dahin in der ALMS sehr erfolgreichen, Porsche RS Spyder an. Während Horag Racing und Team Essex bereits in vorangegangenen Jahren Erfahrung in der Le Mans Series sammelten, war der Name von Rallyefahrer Peter van Merksteijn bisher lediglich als Gaststarter in einigen GT2-Läufen der Serie in Erscheinung getreten. Hinter der Meldung des Holländers stand Franz Verschuur, der bereits in einigen nationalen Meisterschaften und der Renault Mégane Trophy Erfahrung sammelte. Neben Merksteijn wurde der ehemalige Formel-1-Fahrer Jos Verstappen und Jeroen Bleekemolen engagiert. Titelverteidiger Ray Mallock trat 2008 sowohl mit einem weiterentwickelten Chassis, als auch mit einem neuen turbogeladenen Motor von AER an. Zum letzten Rennen der Saison, wechselte das Team zu dem geschlossenen Prototyp EX265C. Der neuen Wagen basierte auf dem Lola B08/80, mit dem Speedy Racing Team Sebah bereits die gesamte Saison 2008 fuhr. Das schweizerische Team, das im Vorjahr einen Spyker C8 in der GT2-Kategorie einsetzte, brachte 2008 sowohl einen von Judd motorisierten Lola, als auch weiterhin einen Spyker an den Start. Um die Doppelbelastung stemmen zu können, holte man das britische Team Sebah Racing ins Boot. Anders als Speedy Racing, wechselte das in San Pietro Mosezzo ansässige Team Racing Box vollständig in die Klasse der LMP2. Im Vorjahr mit einem Saleen in der Le Mans Series aktiv, beschaffte Teameigner Luca Canni-Ferrari einen Lucchini LMP2. Das Team zeigte sich mit der Zuverlässigkeit des Wagens unglücklich und ließ zugunsten von Weiterentwicklung am Fahrzeug das 1000-km-Rennen von Spa-Francorchamps aus. Vor dem 24-Stunden-Rennen von Le Mans kam es zu Unstimmigkeiten zwischen Lucchini und Racing Box, die zum Ausschluss vom Rennen an der Sarthe führte. Zum Lauf auf dem Nürburgring erschien nicht nur der Lucchini von Racing Box, sondern auch das Fahrzeug von Ranieri Randaccio. Bei beiden Wagen wurden jedoch Fehler in den Homologationspapieren entdeckt und daher nicht zum Rennen zugelassen. Gérard Welter, der auf eine lange Le Mans Historie zurückblicken kann, erschien 2008 mit einem komplett neuentwickelten Fahrzeug. Finanziell unterstützt wurde das nun WR-Salini umgetaufte Team von den beiden Brüdern Philippe und Stéphane Salini. Diese sicherten sich im Gegenzug ein Platz im Cockpit des neuen Prototypen. Die zweite Neuentwicklung im LMP2-Feld des Jahres, kam vom britischen Rennteam Embassy Racing. Nachdem Teameigner Jonathan France 2007 einen Radical SR9 einsetzte, erschienen zum ersten Rennen der Saison zwei von Peter Elleray designten Prototypen.
| Team                      | Chassis                      | Motor           | Reifen | Nr. | Stammfahrer                                     | Ersatzfahrer                               |
| ------------------------- | ---------------------------- | --------------- | ------ | --- | ----------------------------------------------- | ------------------------------------------ |
| Ray Mallock, Ltd. (RML)   | MG-Lola EX265 MG-Lola EX265C | AER XP21        | M      | 25  | Mike Newton Thomas Erdos                        |                                            |
| Bruchladdich Radical      | Radical SR9                  | AER P07         | D      | 26  | Marc Rostan Jan-Dirk Lueders Jens Petersen      |                                            |
| Horag Racing              | Porsche RS Spyder Evo        | Porsche MR6     | M      | 27  | Fredy Lienhard Didier Theys Jan Lammers         |                                            |
| Racing Box                | Lucchini LMP2/04             | Judd XV675      | D      | 30  | Marco Didaio Filippo Francioni Mirco Savoldi    |                                            |
| Team Essex                | Porsche RS Spyder Evo        | Porsche MR6     | D      | 31  | Casper Elgaard John Nielsen                     |                                            |
| Barazi-Epsilon            | Zytek 07S/2                  | Zytek ZG348     | M      | 32  | Juan Barazi Michael Vergers Fernando Rees       |                                            |
| Speedy Racing Team Sebah  | Lola B08/80                  | Judd DB         | M      | 33  | Xavier Pompidou Steve Zacchia Andrea Belicchi   |                                            |
| Van Merksteijn Motorsport | Porsche RS Spyder Evo        | Porsche MR6     | M      | 34  | Peter van Merksteijn Jos Verstappen             | Jeroen Bleekemolen                         |
| Saulnier Racing           | Pescarolo 01                 | Judd DB         | M      | 35  | Mathieu Lahaye Pierre Ragues                    |                                            |
| WR – Salini               | Welter Racing 2008           | Zytek ZG348     | D      | 37  | Patrice Roussel Philippe Salini Stéphane Salini | Tristan Gommendy                           |
| Quifel ASM Team           | Lola B05/40                  | AER P07         | D      | 40  | Miguel Amaral Olivier Pla                       |                                            |
| Trading Performance       | Zytek 07S/2                  | Zytek ZG348     | M      | 41  | Karim Ojjeh Claude-Yves Gosselin                | Julien Schroyen Adam Sharpe                |
| Kruse Schiller Motorsport | Lola B05/40                  | Mazda-AER MZR-R | D      | 44  | Jean de Pourtales Hideki Noda                   |                                            |
| Embassy Racing            | Embassy WF01                 | Zytek ZG348     | M      | 45  | Warren Hughes Jonny Kane                        | Mário Haberfeld                            |
| Embassy Racing            | Embassy WF01                 | Zytek ZG348     | M      | 46  | Joey Foster                                     | Jonny Kane Tom Kimber-Smith Darren Manning |

### GT1

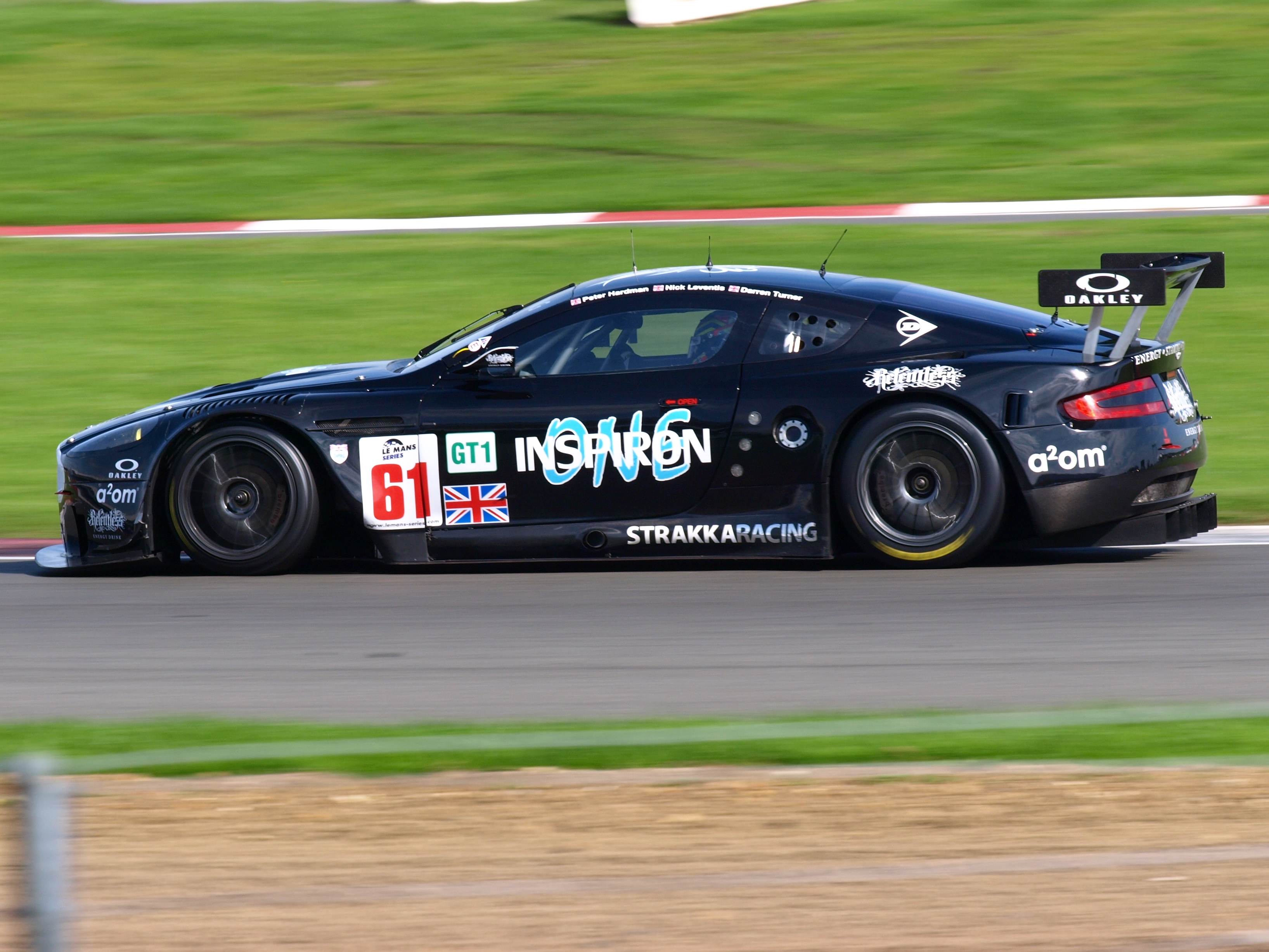
Aston Martin DBR9 in Silverstone

Der Teilnehmerschwund in der GT1-Kategorie setzte sich auch 2008 weiter fort. Nur fünf Meldungen starteten bei allen Rennen der Saison. Larbre, die 2006 mit Aston Martin den Titel der GT1 gewinnen konnte, traten in diesem Jahr zunächst mit einem Saleen S7R an. Allerdings kollidierte der Rennkalender mit dem der französischen GT-Meisterschaft. Daher stand weder das Fahrzeug, noch einer der drei Fahrer in Monza und Spa zur Verfügung. Da das französische Team auch mit der Betreuung eines Ferraris in der FIA-GT-Meisterschaft beauftragt wurde, entschied Teameigner Jacques Leconte den einzigen Saleen der Saison aus der Serie zurückzuziehen. Im Gegenzug erschien zum Rennen in Spa ein weiterer Aston Martin DBR9. Neben dem sporadisch teilnehmenden Fahrzeug von Strakka Racing, setzte auch Team Modena weiterhin auf den britischen Hersteller. Zu Antonio García, der bereits in der dritten Saison für das Rennteam fuhr, gesellte sich Tomáš Enge. Das Rennteam von Luc Alphand setzte 2008 erneut auf die von Pratt & Miller konstruierte Rennversion der Chevrolet Corvette. Anders als im Vorjahr kamen in der Saison jedoch zwei Wagen des Typs C6.R zum Einsatz. Für das letzte Rennen in Silverstone wollte sich Alphand auf das in der Meisterschaft aussichtsreich platzierte Fahrzeug konzentrieren und verzichtete daher auf die zweite GT1-Corvette. Nach einem Jahr Pause fand 2008 erneut ein Lamborghini den Weg in die Le Mans Series. Das auf drei Jahre ausgelegte Engagement des russischen Teams Spartak Racing wurde von Reiter Engineering unterstützt, die den Murciélago R-GT entwickelt hatten.
| Team                  | Chassis                     | Motor            | Reifen | Nr. | Stammfahrer                                               | Ersatzfahrer                                                       |
| --------------------- | --------------------------- | ---------------- | ------ | --- | --------------------------------------------------------- | ------------------------------------------------------------------ |
| Larbre Compétition    | Saleen S7R                  | Ford             | M      | 50  | Patrick Bornhauser Frédéric Makowiecki Christophe Bouchut |                                                                    |
| IPB Spartak Racing    | Lamborghini Murciélago R-GT | Lamborghini L535 | M      | 55  | Roman Russinow Peter Kox                                  |                                                                    |
| Team Modena           | Aston Martin DBR9           | Aston Martin     | M      | 59  | Antonio García Tomáš Enge                                 |                                                                    |
| Strakka Racing        | Aston Martin DBR9           | Aston Martin     | D      | 61  | Peter Hardman Nick Leventis Darren Turner                 | Kurt Mollekens                                                     |
| Luc Alphand Aventures | Chevrolet Corvette C6.R     | Chevrolet LS7-R  | M      | 72  | Guillaume Moreau Patrice Goueslard                        | Luc Alphand Olivier Beretta                                        |
| Luc Alphand Aventures | Chevrolet Corvette C6.R     | Chevrolet LS7-R  | M      | 73  | Jean-Luc Blanchemain Stéphane Lemeret Roland Bervillé     | Sébastien Dumez Patrice Manopoulos Jérôme Policand Olivier Beretta |

### GT2

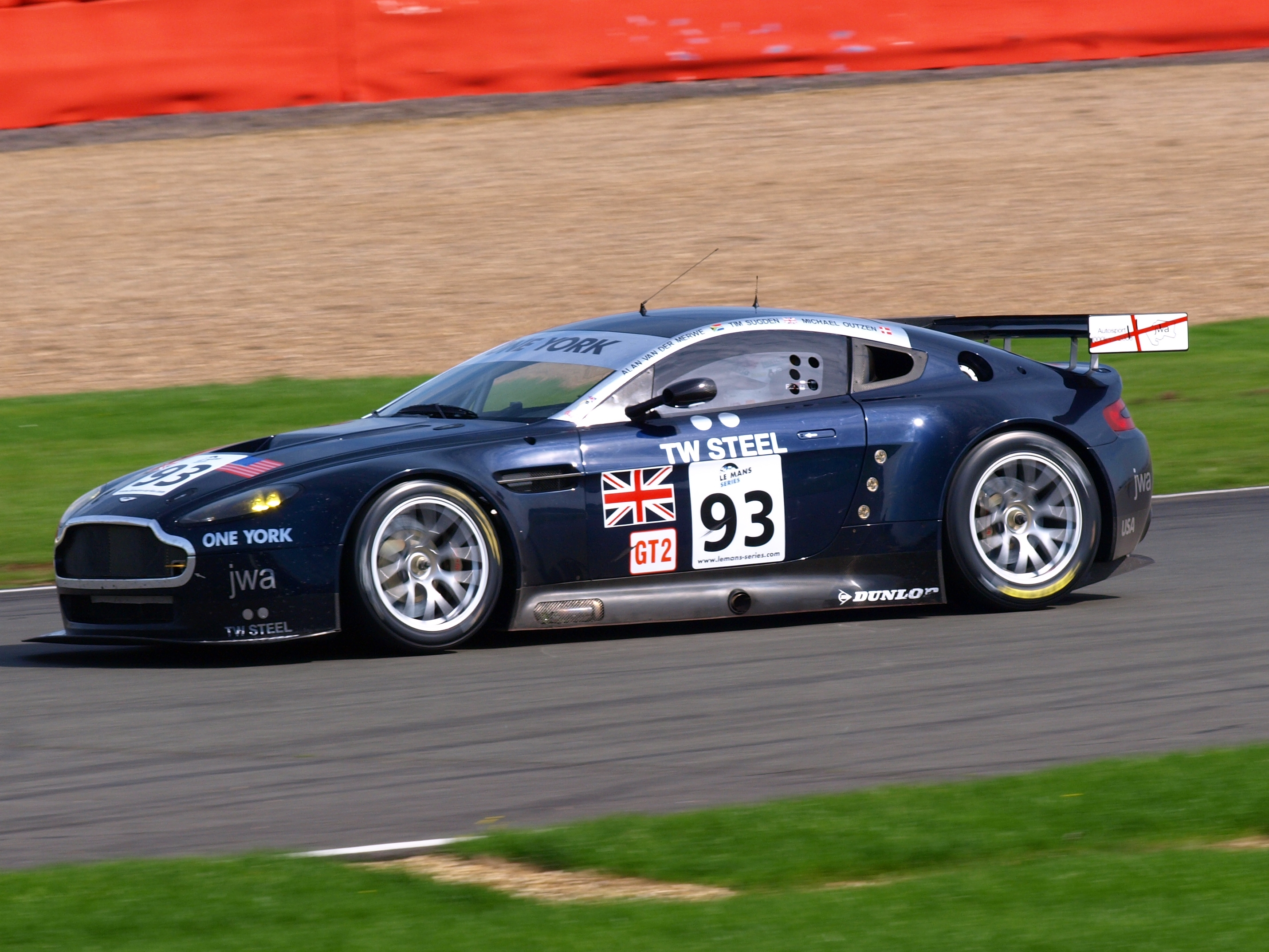
Aston Martin V8 Vantage GT2

Virgo Motorsport, das Meisterteam 2007, setzte in diesem Jahr erneut einen Ferrari F430 ein. An der Seite von Robert Bell startete in dieser Saison Gianmaria Bruni, der für das letzte Rennen des Jahres vom amtierenden ALMS-GT2-Meister Jaime Melo ersetzt wurde. Bruni war an dem Wochenende nicht verfügbar, da er beim FIA-GT-Lauf auf dem Automotodrom Brno antrat. Zusätzlich zu den beiden Ferrari-Teams Virgo Motorsport und JMB Racing setzte in dieser Saison Farnbacher Racing sowohl einen Ferrari F430 GTC, als auch einen Porsche 997 GT3 RSR ein. Neben der Mannschaft von Horst Farnbacher trat auch James Watt Automotive mit zwei unterschiedlichen Fabrikaten an. Während das britische Team die gesamte Saison einen Porsche 997 GT3 RSR einsetzte, wurde Eigner James Watt mit dem Einsatz des neuentwickelten Vantage betraut. Nach dem ersten Einsatz in Spanien tauchte das Fahrzeug aber erst in Silverstone wieder in der Teilnehmerliste auf. Die beiden von Porsche unterstützten Teams von IMSA Performance Matmus und Felbermeyer-Proton erhielten ab dem Rennen am Nürburgring jeweils einen weiterentwickelten Boxermotor mit vier Liter Hubraum. Beide eingesetzten Aggregate kamen in den Fahrzeugen mit den Porsche-Werksfahrern Marc Lieb, Alex Davison und Richard Lietz zum Einsatz. In der Winterpause 2007/2008 wechselten die beiden vom Kleinserienhersteller Spyker ausgerüsteten Teams zur Coupé-Version des C8 Spyder.
| Team                    | Chassis                     | Motor                         | Reifen | Nr. | Stammfahrer                                                 | Ersatzfahrer                                                                  |
| ----------------------- | --------------------------- | ----------------------------- | ------ | --- | ----------------------------------------------------------- | ----------------------------------------------------------------------------- |
| IMSA Performance Matmut | Porsche 997 GT3 RSR         | Porsche M97/80                | M      | 75  | Michel Lecourt Richard Balandras Jean-Philippe Belloc       |                                                                               |
| IMSA Performance Matmut | Porsche 997 GT3 RSR         | Porsche M97/80 Porsche M97/81 | M      | 76  | Raymond Narac Richard Lietz                                 |                                                                               |
| Team Felbermayr-Proton  | Porsche 997 GT3 RSR         | Porsche M97/80 Porsche M97/81 | M      | 77  | Marc Lieb Alex Davison                                      |                                                                               |
| Snoras Spyker Squadron  | Spyker C8 Laviolette GT2-R  | Audi                          | M      | 85  | Alexei Vasiliev Ralf Kelleners Peter Dumbreck               | Tom Coronel                                                                   |
| Team Felbermayr-Proton  | Porsche 997 GT3 RSR         | Porsche M97/80                | M      | 88  | Horst Felbermayr Jr. Horst Felbermayr senior Christian Ried |                                                                               |
| Farnbacher Racing       | Ferrari F430GTC             | Ferrari F136                  | M D    | 90  | Pierre Kaffer Pierre Ehret Anthony Beltoise                 |                                                                               |
| Farnbacher Racing       | Porsche 997 GT3 RSR         | Porsche M97/80                | M      | 91  | Lars-Erik Nielsen Richard Westbrook Allan Simonsen          | Dirk Werner                                                                   |
| James Watt Automotive   | Aston Martin V8 Vantage GT2 | Aston Martin                  | D      | 93  | Alan van der Merwe Michael Outzen                           | Stéphane Lemeret Tim Sugden                                                   |
| Speedy Racing Team      | Spyker C8 Laviolette GT2-R  | Audi                          | M      | 94  | Andrea Chiesa Benjamin Leuenberger                          | Iradj Alexander                                                               |
| James Watt Automotive   | Porsche 997 GT3 RSR         | Porsche M97/80                | D      | 95  | Paul Daniels Markus Palttala Tim Sugden                     | Mikael Forsten Peter Bamford Matt Griffin                                     |
| Virgo Motorsport        | Ferrari F430GTC             | Ferrari F136                  | D      | 96  | Robert Bell Gianmaria Bruni                                 | Jaime Melo                                                                    |
| JMB Racing              | Ferrari F430GTC             | Ferrari F136                  | M D    | 98  | Paolo Maurizio Basso Peter Kutemann                         | Bo McCormick Mauro Casadei Stéphane Daoudi Johan-Boris Scheier Julien Gilbert |
| JMB Racing              | Ferrari F430GTC             | Ferrari F136                  | M D    | 99  | Stéphane Daoudi Ben Aucott                                  | Alain Ferté                                                                   |

### Rennkalender
Gesamtsieger sind fett hervorgehoben.
| Nr. | Datum         | Rennname / Rennstrecke                                            | Klasse | Team                      | Sieger                                             | Fahrzeug                |
| --- | ------------- | ----------------------------------------------------------------- | ------ | ------------------------- | -------------------------------------------------- | ----------------------- |
| 1   | 6. April      | 1000-km-Rennen von Katalonien Circuit de Catalunya                | LMP1   | Team Peugeot Total        | Nicolas Minassian Marc Gené                        | Peugeot 908 HDi FAP     |
| 1   | 6. April      | 1000-km-Rennen von Katalonien Circuit de Catalunya                | LMP2   | Van Merksteijn Motorsport | Jos Verstappen Peter van Merksteijn senior         | Porsche RS Spyder Evo   |
| 1   | 6. April      | 1000-km-Rennen von Katalonien Circuit de Catalunya                | GT1    | Luc Alphand Aventures     | Luc Alphand Guillaume Moreau Patrice Goueslard     | Chevrolet Corvette C6.R |
| 1   | 6. April      | 1000-km-Rennen von Katalonien Circuit de Catalunya                | GT2    | Virgo Motorsport          | Rob Bell Gianmaria Bruni                           | Ferrari F430GTC         |
|     |               |                                                                   |        |                           |                                                    |                         |
| 2   | 27. April     | 1000-km-Rennen von Monza Autodromo Nazionale Monza                | LMP1   | Peugeot Total Sport       | Stéphane Sarrazin Pedro Lamy                       | Peugeot 908 HDi FAP     |
| 2   | 27. April     | 1000-km-Rennen von Monza Autodromo Nazionale Monza                | LMP2   | Team Essex                | John Nielsen Casper Elgaard                        | Porsche RS Spyder Evo   |
| 2   | 27. April     | 1000-km-Rennen von Monza Autodromo Nazionale Monza                | GT1    | Team Modena               | Antonio García Tomáš Enge                          | Aston Martin DBR9       |
| 2   | 27. April     | 1000-km-Rennen von Monza Autodromo Nazionale Monza                | GT2    | Farnbacher Racing         | Lars-Erik Nielsen Allan Simonsen Richard Westbrook | Porsche 996 GT3 RSR     |
|     |               |                                                                   |        |                           |                                                    |                         |
| 3   | 11. Mai       | 1000-km-Rennen von Spa-Francorchamps Circuit de Spa-Francorchamps | LMP1   | Peugeot Total Sport       | Nicolas Minassian Marc Gené Jacques Villeneuve     | Peugeot 908 HDi FAP     |
| 3   | 11. Mai       | 1000-km-Rennen von Spa-Francorchamps Circuit de Spa-Francorchamps | LMP2   | Van Merksteijn Motorsport | Jos Verstappen Peter van Merksteijn senior         | Porsche RS Spyder Evo   |
| 3   | 11. Mai       | 1000-km-Rennen von Spa-Francorchamps Circuit de Spa-Francorchamps | GT1    | Luc Alphand Aventures     | Olivier Beretta Guillaume Moreau Patrice Goueslard | Chevrolet Corvette C6.R |
| 3   | 11. Mai       | 1000-km-Rennen von Spa-Francorchamps Circuit de Spa-Francorchamps | GT2    | Virgo Motorsport          | Rob Bell Gianmaria Bruni                           | Ferrari F430GTC         |
|     |               |                                                                   |        |                           |                                                    |                         |
| 4   | 17. August    | 1000-km-Rennen auf dem Nürburgring Nürburgring                    | LMP1   | Peugeot Total Sport       | Stéphane Sarrazin Pedro Lamy                       | Peugeot 908 HDi FAP     |
| 4   | 17. August    | 1000-km-Rennen auf dem Nürburgring Nürburgring                    | LMP2   | Van Merksteijn Motorsport | Jos Verstappen Jeroen Bleekemolen                  | Porsche RS Spyder Evo   |
| 4   | 17. August    | 1000-km-Rennen auf dem Nürburgring Nürburgring                    | GT1    | Team Modena               | Antonio García Tomáš Enge                          | Aston Martin DBR9       |
| 4   | 17. August    | 1000-km-Rennen auf dem Nürburgring Nürburgring                    | GT2    | Virgo Motorsport          | Rob Bell Gianmaria Bruni                           | Ferrari F430GTC         |
|     |               |                                                                   |        |                           |                                                    |                         |
| 5   | 14. September | 1000-km-Rennen von Silverstone Silverstone Circuit                | LMP1   | Audi Sport Team Joest     | Allan McNish Rinaldo Capello                       | Audi R10 TDI            |
| 5   | 14. September | 1000-km-Rennen von Silverstone Silverstone Circuit                | LMP2   | Van Merksteijn Motorsport | Jos Verstappen Peter van Merksteijn senior         | Porsche RS Spyder Evo   |
| 5   | 14. September | 1000-km-Rennen von Silverstone Silverstone Circuit                | GT1    | Team Modena               | Antonio García Tomáš Enge                          | Aston Martin DBR9       |
| 5   | 14. September | 1000-km-Rennen von Silverstone Silverstone Circuit                | GT2    | Virgo Motorsport          | Rob Bell Jaime Melo                                | Ferrari F430GTC         |

### 1000km Catalunya
| LMP1 | Gesamt | Fahrer                                                    | Team                                | Zeit        |
| ---- | ------ | --------------------------------------------------------- | ----------------------------------- | ----------- |
| 1    | 1      | Nicolas Minassian Marc Gené                               | Team Peugeot Total                  | 5:59:30,812 |
| 2    | 2      | Alexandre Prémat Mike Rockenfeller                        | Audi Sport Team Joest               | +1 Runde    |
| 3    | 3      | Jan Charouz Stefan Mücke                                  | Charouz Racing System               | +3 Runden   |
| LMP2 | Gesamt | Fahrer                                                    | Team                                | Zeit        |
| 1    | 6      | Jos Verstappen Peter Van Merksteijn                       | Van Merksteijn Motorsport           | +7 Runden   |
| 2    | 8      | Andrea Belicchi Xavier Pompidou Steve Zacchia             | Speedy Racing Team Sebah Automotive | +8 Runden   |
| 3    | 9      | Casper Elgaard John Nielsen                               | Team Essex                          | +11 Runden  |
| GT1  | Gesamt | Fahrer                                                    | Team                                | Zeit        |
| 1    | 16     | Luc Alphand Guillaume Moreau Patrice Goueslard            | Luc Alphand Aventures               | +21 Runden  |
| 2    | 18     | Frédéric Makowiecki Patrick Bornhauser Christophe Bouchut | Larbre Compétition                  | +23 Runden  |
| 3    | 19     | Peter Kox Roman Russinow                                  | IPB Spartak Racing                  | +25 Runden  |
| GT2  | Gesamt | Fahrer                                                    | Team                                | Zeit        |
| 1    | 21     | Robert Bell Gianmaria Bruni                               | Virgo Motorsport                    | +26 Runden  |
| 2    | 22     | Marc Lieb Alex Davison                                    | Team Felbermayr-Proton              | +26 Runden  |
| 3    | 23     | Raymond Narac Richard Lietz                               | IMSA Performance Matmut             | +28 Runden  |

Auf dem Circuit de Catalunya fand am 6. April 2008 der erste Lauf der Le Mans Series statt und ging über eine Distanz von 215 Runden. Dabei wurde eine Distanz von 1000,825 km zurückgelegt.
Stéphane Sarrazin fuhr mit einer Rundenzeit von 1:31.875 zur Pole-Position, gefolgt vom Lokalmatador Marc Gené im Schwesterfahrzeug. Bereits auf dem fünften Platz qualifizierte sich Jos Verstappen als schnellster LMP2-Fahrer im Porsche RS Spyder. Er umrundete den Kurs in 1:34.422, mehr als eine Sekunde schneller als Xavier Pompidou im neuen Lola B08. In der Kategorie GT1 beendete Antonio García die Qualifikation auf der Pole-Position seiner Klasse. Mit einer Zeit von 1:44.484 unterbot er Patrice Goueslard um 47 ms. Die Pole-Position in der GT2 ging an den Ferrari-Pilot Robert Bell.
Pedro Lamy setzt seine Pole-Position in eine Führung um, dahinter kann Allan McNish und Stefan Mücke an Nicolas Minassian vorbeiziehen. Innerhalb von 60 Minuten überholt Minassian erst Mücke, später auch McNish und kann die entstandene Lücke zum Teamkollegen Lamy wieder schließen. Kurz darauf muss das Safety Car eingesetzt werden, nachdem der Bruchladdich Radical auf der Strecke stehen blieb. Die Gelbphase nutzten viele Teilnehmer für einen Boxstopp. So wird erst Olivier Panis, dann Allen McNish an die Spitze gespült. Beim Neustart führt McNish vor Marc Gené und Sarrazin. Einige Runden später kommt es beim Überrunden zur Kollision zwischen dem Peugeot von Sarrazin und dem Aston Martin von Team Modena. Sarrazin kann sein Fahrzeug in die Box bringen, fällt aber auf die 39. Position zurück. Vor der dritten Rennstunde treten bei McNish Probleme mit der Fahrzeugelektronik auf und er muss seinen R10 mehrere Runden an der Box reparieren lassen. Währenddessen führt Minassian knapp vor Mike Rockenfeller und Jan Charouz. Bis zum Rennende überholen Rinaldo Capello und Allan McNish einen Konkurrenten nach dem anderen und übernehmen eine Stunde vor Ende des Rennens die fünfte Position von Christophe Tinseau. Marc Gené und Nicolas Minassian überqueren die Ziellinie kurz vor der Sechs-Stunden-Marke und gewinnen das erste Rennen der Saison.
In der LMP2 überholt Casper Elgaard beim Rennstart zwei Konkurrenten und fährt nun hinter Jos Verstappen auf dem zweiten Platz in seiner Klasse. Nach gut anderthalb Stunden muss Verstappen die Box aufsuchen um eine Stop-and-Go-Strafe für das Überholen unter Gelb abzusitzen. Elgaard geht in Führung, wird aber eine Rennstunde später in eine Kollision mit Allan Simonsen und Marc Lieb verwickelt. Elgaard muss an die Box und fällt auf den vierten Platz in der LMP2-Kategorie zurück. In Führung liegt eine Stunde vor Rennende nun erneut Jos Verstappen vor Andrea Belicchi und Matthieu Lahaye. Bis zum Rennende kann sich Capser Elgaard und John Nielsen wieder auf die dritte Position in der LMP2-Kategorie vorarbeiten.
In der Kategorie GT1 führt nach der ersten Runde Antonio García vor Guillaume Moreau und Peter Kox. Nach den planmäßigen Fahrerwechseln und einer Kollision zwischen dem Aston Martin von Team Modena und dem Peugeot von Sarrazin, kann Moreaus Teamkollege Patrice Goueslard in Führung gehen. Im Anschluss schließt Tomáš Enge die Lücke bis fünf Sekunden, muss sein Fahrzeug aber in Runde 124 mit einer defekten Benzinpumpe abstellen. Vom Ausfall profitiert Frédéric Makowiecki, der nun auf den zweiten Platz in der GT1-Kategorie vorrückt.
Marc Lieb führt beim Start in der GT2-Kategorie, muss die Führung aber wenige Minuten später an Robert Bell abtreten. Die folgende Safety-Car-Phase nutzt Allan Simonsen um durch einen besseren Boxenstopp sich als erster GT2 im Feld einzureihen. Er kann die Führung bis zu seinem Unfall mit Elgaard und dem zweitplatzierten Lieb behaupten. Nutznießer dieser Situation sind Bell und Raymond Narac, die jetzt die ersten beiden Plätze in der GT2 belegen. Während Simonsen infolge des Unfalls sein Auto abstellen muss, kann das Fahrerduo Davison und Lieb bis zum Rennende auf den zweiten Platz vorfahren.

### 1000km Monza
| LMP1 | Gesamt | Fahrer                                                  | Team                      | Zeit        |
| ---- | ------ | ------------------------------------------------------- | ------------------------- | ----------- |
| 1    | 1      | Stéphane Sarrazin Pedro Lamy                            | Team Peugeot Total        | 4:59:07,955 |
| 2    | 2      | Alexandre Prémat Mike Rockenfeller                      | Audi Sport Team Joest     | +47,672 s   |
| 3    | 3      | Harold Primat Christophe Tinseau                        | Pescarolo Sport           | +4 Runden   |
| LMP2 | Gesamt | Fahrer                                                  | Team                      | Zeit        |
| 1    | 8      | Casper Elgaard John Nielsen                             | Team Essex                | +8 Runden   |
| 2    | 9      | Jos Verstappen Peter Van Merksteijn                     | Van Merksteijn Motorsport | +8 Runden   |
| 3    | 10     | Jan Lammers Didier Theys Fredy Lienhard                 | Horag Racing              | +9 Runden   |
| GT1  | Gesamt | Fahrer                                                  | Team                      | Zeit        |
| 1    | 15     | Antonio García Tomáš Enge                               | Team Modena               | +14 Runden  |
| 2    | 16     | Olivier Beretta Guillaume Moreau Patrice Goueslard      | Luc Alphand Aventures     | +14 Runden  |
| 3    | 19     | Jean-Luc Blanchemain Sébastien Dumez Patrice Manopoulos | Luc Alphand Aventures     | +18 Runden  |
| GT2  | Gesamt | Fahrer                                                  | Team                      | Zeit        |
| 1    | 21     | Lars-Erik Nielsen Richard Westbrook Allan Simonsen      | Farnbacher Racing         | +22 Runden  |
| 2    | 23     | Pierre Ehret Pierre Kaffer                              | Farnbacher Racing         | +22 Runden  |
| 3    | 24     | Ben Aucott Stéphane Daoudi                              | JMB Racing                | +23 Runden  |

Das 1000 km-Rennen von Monza fand am 27. April auf dem Autodromo Nationale Monza statt und ging über eine Distanz von 173 Runden à 5,793 km, also insgesamt 1002,189 km.
In der Qualifikation sicherte sich, wie bereits in Barcelona, Peugeot die erste Startreihe. Mit der Bestzeit von 1:31.470 umrundete Nicolas Minassian den Kurs als schnellster Rennfahrer. In der LMP2 ging die Pole-Position an Jos Verstappen. Zwischen ihm und dem zweitplatzierten Jan Lammers lag am Ende rund eine Sekunde. Auf dem 27. Platz ging das schnellste GT1-Fahrzeug ins Rennen. Olivier Beretta gewann mit einer Rundenzeit von 1:44.102 nur knapp das Duell gegen Tomáš Enge, der die 14. Startreihe vollendet. Zwei Reihen weiter qualifizierte sich Robert Bell als schnellster GT2-Pilot, gefolgt von Alex Davison für Felbermayer-Proton.
Den fliegenden Start gewinnt Marc Gené gegen seinen Teamkollegen Sarrazin. Verfolger Rinaldo Capello muss bereits nach rund 15 Minuten unplanmäßig an die Box, ein geplatzter Reifen wirft ihn neun Runden zurück. Nun führen beide Peugeots mit mehreren Sekunden vor Stefan Mücke. Nach Beenden der ersten Rennstunde wird der bis dahin führende Minassian mit einer beschädigten Antriebswelle in die Box geschoben. Er kann später weiterfahren, verliert aber fast 15 Minuten. In Führung liegt nun Pedro Lamy, gefolgt von Mike Rockenfeller. In der letzten Rennstunde schlägt Stéphane Ortelli heftig in die Streckenbegrenzung an der Schikane Rettifila ein. Daraufhin muss das Safety-Car auf die Strecke. Lamy fährt sofort in die Box und Rockenfeller ist somit Führender. Nach erneuter Freigabe des Rennens kann Lamy Rockenfeller in der ersten Schikane überholen, schneidet dabei jedoch das Kurveninnere. Daraufhin lässt er Rockenfeller wieder passieren. Eine Runde später versucht er es erneut, dabei berühren sich beide Fahrzeuge. Rockenfeller muss sein beschädigtes Fahrzeug reparieren lassen, aber auch Lamy muss an die Box. Er erhält eine Stop-and-Go-Strafe für den ersten Überholversuch. Der Peugeot wird schneller abgefertigt und siegt am Ende vor Rockenfeller und Christophe Tinseau.
In der LMP2 führt beim Start Jos Verstappen. Er wird erst von Jan Lammers verfolgt, später von Andrea Belicchi, der Lammers nach der ersten Safety-Car-Phase überholen konnte. Nach 90 Minuten geraten beim Überrunden der Porsche von Van Merksteijn Motorsport und der Speedy Racing Spyker aneinander. Daraufhin muss der RS Spyder an die Box, um den Defekt am Chassis reparieren zu lassen. Die Klassenführung der LMP2 geht nun an Casper Elgaard. Das Essex-Team kann die Lücke zum Zweitplatzierten weiter ausbauen, erhält während der dritten Rennstunde jedoch eine Stop-and-Go-Strafe, so dass Didier Theys nun wieder direkt hinter dem RS Spyder von John Nielsen fährt. Einige Runden später muss Theys seine Hoffnung auf einen Klassensieg begraben, er kommt vom Kurs ab und steckt im Kiesbett fest. Theys kann zwar später weiterfahren, fällt aber in der Wertung zurück. Trotzdem landet er am Ende auf dem dritten Rang und muss sich nur seinen beiden Markenkollegen geschlagen geben.
Beim Rennstart führt in der Kategorie GT1 Oliver Barretta vor Tomáš Enge. Enge versucht mehrfach an Barretta vorbei zu gehen, kann sich jedoch nicht durchsetzen. Während des Rennens wechseln die Plätze aufgrund unterschiedlicher Boxenstopp-Strategien mehrfach zwischen dem Fahrzeug von Team Modena und Luc Alphand Aventures. Rund 90 Minuten vor Rennende entscheidet Tomáš Enge das Rennen zugunsten des britischen Aston Martin Teams, indem er erst Barretta überholt und dann bis zum Rennende eine Zwölf-Sekunden-Führung herausfährt.
Gianmaria Bruni und Robert Bell führen das Feld der GT2-Fahrzeuge bis zur dritten Rennstunde fast ununterbrochen an, jedoch handelt sich dann das Duo innerhalb von wenigen Minuten zwei Reifenschäden ein, die sie auf den siebten Platz zurückwerfen. Neuer Führender ist nun Raymond Narac. Dahinter duellieren sich Pierre Kaffer und Richard Westbrook um den zweiten Platz. Westbrook kann sich am Ende gegenüber seinem Teamkollegen durchsetzen. Kaffer bleibt zunächst in Schlagdistanz, verliert aber bis zum Rennende 26 Sekunden auf das Fahrertrio Nielsen, Westbrook und Allan Simonsen. Zunächst wird Richard Lietz und Raymond Narac zum Sieger der GT2-Klasse erklärt, jedoch nach der technischen Abnahme der Fahrzeuge disqualifiziert. Die Rennleitung gab bekannt, dass beim Fahrzeug von Lietz und Narac die Verbindung zum Datenaufzeichnungsgerät unterbrochen war.

### 1000km Spa-Francorchamps
| LMP1 | Gesamt | Fahrer                                         | Team                      | Zeit        |
| ---- | ------ | ---------------------------------------------- | ------------------------- | ----------- |
| 1    | 1      | Marc Gené Nicolas Minassian Jacques Villeneuve | Team Peugeot Total        | 5:17:48,566 |
| 2    | 2      | Alexandre Prémat Mike Rockenfeller             | Audi Sport Team Joest     | +30,367 s   |
| 3    | 3      | Oliver Panis Nicolas Lapierre                  | Team ORECA-Matmut         | +3 Runden   |
| LMP2 | Gesamt | Fahrer                                         | Team                      | Zeit        |
| 1    | 6      | Jos Verstappen Peter Van Merksteijn            | Van Merksteijn Motorsport | +5 Runden   |
| 2    | 7      | Jan Lammers Didier Theys Fredy Lienhard        | Horag Racing              | +5 Runden   |
| 3    | 8      | Casper Elgaard John Nielsen                    | Team Essex                | +8 Runden   |
| GT1  | Gesamt | Fahrer                                         | Team                      | Zeit        |
| 1    | 13     | Luc Alphand Guillaume Moreau Patrice Goueslard | Luc Alphand Aventures     | +13 Runden  |
| 2    | 15     | Peter Kox Roman Russinow                       | IPB Spartak Racing        | +14 Runden  |
| 3    | 16     | Antonio García Tomáš Enge                      | Team Modena               | +16 Runden  |
| GT2  | Gesamt | Fahrer                                         | Team                      | Zeit        |
| 1    | 17     | Robert Bell Gianmaria Bruni                    | Virgo Motorsport          | +17 Runden  |
| 2    | 18     | Marc Lieb Alex Davison                         | Team Felbermayr-Proton    | +17 Runden  |
| 3    | 19     | Christian Ried Horst Felbermayr Jr.            | Team Felbermayr-Proton    | +20 Runden  |

Die 1000 km von Spa-Francorchamps fand am 19. August statt und ging über eine Distanz von 143 Runden à 7,004 km, also insgesamt 1001,572 km.
In der zweifach unterbrochenen Qualifikation sicherte sich Stéphane Sarrazin mit einer Rundenzeit von 1:58.069 die Pole-Position. Der Startplatz neben Sarrazin ging zum ersten Mal in dieser Saison nicht an Team Peugeot Total. McNish überbot am Ende mit 0,07 s die beste Zeit des zweiten Peugeot 908 HDi FAP. In der LMP2 umrundete Jos Verstappen erneut als Schnellster den Kurs. Mit einer Rundenzeit von 2:05.941 platzierte er seinen Porsche RS Spyder auf dem achten Gesamtrang. Die Bestzeiten in den beiden GT-Klassen wurden von Antonio García für Team Modena und Gianmaria Bruni für Virgo Motorsport herausgefahren.
Das Rennen wird eine Runde später als geplant freigegeben, da Joey Foster in der Einführungsrunde von der Strecke abkommt. Nach Beenden der nun notwendigen zweiten Einführungsrunde geht Pedro Lamy als Führender ins Rennen, gefolgt von Allen McNish, der bald unter Druck des zweiten Peugeots gerät. Nicolas Minassian findet zunächst keine Möglichkeit zum Überholen. Nach 90 Minuten setzt sich der Franzose beim Anfahren der Les Combres neben McNish. Beide Fahrer bremsen zu spät und müssen durch das Kiesbett fahren. Minassian ist als Erster wieder auf der Strecke, während der Audi-Pilot mit einem Reifenschaden an die Box muss. Wenige Minuten später wird das Safety Car auf die Strecke geschickt, nachdem Jonny Kane an einer gefährlichen Stelle zum Stehen kommt. Im Spitzenfeld erfolgen nun die Fahrerwechsel. Bei der erneuten Freigabe des Rennens geraten Rinaldo Capello und Alexander Wurz aneinander. Während Capello weiterfahren kann, ist das Rennen für Wurz beendet. Der Unfall löst eine erneute Safety-Car-Phase aus. Die Reihenfolge auf dem Podium bleibt nun bis zum Rennende konstant. Marc Gené führt, gefolgt von Alexandre Premat und Oliver Panis. Das Fahrerduo McNish-Capello beendet das Rennen nach Aufholjagd auf dem vierten Platz.
In der LMP2 verwandelt Jos Verstappen seine Pole-Position in eine Klassenführung. Dahinter Andrea Belicchi, der Verstappen nach etwa 30 Minuten überholt, nach weiteren 30 Minuten die Führung jedoch wieder an Verstappen verliert. Eine Safety-Car-Phase vor der zweiten Rennstunde lässt das Feld erneut zusammenrücken. Nach Freigabe des Rennens wechselt die Führung mehrfach zwischen dem Lola B08/80 von Speedy Racing und den beiden Porsche RS Spyder von Horag Racing und Van Merksteijn Motorsport. Während technische Defekte den Lola ausscheiden lassen, liegen die beiden RS Spyder wenige Minuten vor Rennende knapp 20 Sekunden auseinander. Der Führende Jan Lammers muss kurz darauf für einen Splash and dash die Box aufsuchen. Verstappen geht in Führung und siegt am Ende mit 10 Sekunden Vorsprung vor Lammers.
Die GT1-Führung übernimmt beim Start Guillaume Moreau, gefolgt von Antonio García. Nach 40 Minuten überholt Garcia den Franzosen, wird beim anschließenden Boxenstopp mit Elektronikproblemen aufgehalten. Bis zum Ausrücken des Safety-Cars in der zweiten Rennstunde führt nun das Fahrzeug von Luc Alphand Aventures. Peter Kox ist Nutznießer der Situation und reiht sich als Führender der GT1 hinter dem Safety-Car ein. Nach Übergabe an Roman Russinow kommt es zu einer Kollision zwischen ihm und einem Prototyp, bei dem Russinow die Motorhaube seines Lamborghinis verliert und die Box aufsuchen muss. In Führung geht erneut Moreau, der die Position bis zum Rennende hält.
Beim Start kann Robert Bell seine Pole-Position behaupten und führt knapp vor Marc Lieb das GT2-Feld an. Das Fahrerduo Lieb und Alex Davison im Felbermayr-Fahrzeug bleiben dicht am Ferrari des Virgo-Motorsport-Teams. In der dritten Rennstunde nutzt Lieb die Möglichkeit und überholt Gianmaria Bruni, der in der Zwischenzeit das Cockpit von Bell übernommen hat. Die Positionen zwischen den beiden Konkurrenten wechseln bis in die letzte Rennstunde mehrmals. Beim Ausrücken des Safety-Car wenige Minuten vor Rennende werden Lieb und Bell nur von einem schnelleren LMP2 getrennt. Bell gerät nach Freigabe des Rennens unter Druck von Lieb. In der letzten Runde bremst Bell in der Busstop-Schikane zu spät. Lieb kann sich neben den Engländer setzen, so dass sie die Ziellinie nebeneinander überqueren. Mit einem Vorsprung von 0,184 Sekunden gewinnt Robert Bell vor Marc Lieb. Das Podium wird vom zweiten Felbermayr-Proton-Fahrzeug komplettiert. Horst Felbermayr Sr. hingegen wurde die Podiumsplatzierung mit Christian Ried und seinem Sohn aberkannt, da er nicht die geforderte Mindestfahrzeit vorweisen konnte.

### 1000km Nürburgring
| LMP1 | Gesamt | Fahrer                                         | Team                      | Zeit        |
| ---- | ------ | ---------------------------------------------- | ------------------------- | ----------- |
| 1    | 1      | Stéphane Sarrazin Pedro Lamy                   | Team Peugeot Total        | 5:44:58,174 |
| 2    | 2      | Nicolas Minassian Marc Gené                    | Team Peugeot Total        | +16,161 s   |
| 3    | 3      | Alexandre Prémat Mike Rockenfeller             | Audi Sport Team Joest     | +1 Runde    |
| LMP2 | Gesamt | Fahrer                                         | Team                      | Zeit        |
| 1    | 7      | Jos Verstappen Jeroen Bleekemolen              | Van Merksteijn Motorsport | +7 Runden   |
| 2    | 9      | Mathieu Lahaye Pierre Ragues                   | Saulnier Racing           | +11 Runden  |
| 3    | 10     | Casper Elgaard John Nielsen                    | Team Essex                | +11 Runden  |
| GT1  | Gesamt | Fahrer                                         | Team                      | Zeit        |
| 1    | 20     | Antonio García Tomáš Enge                      | Team Modena               | +23 Runden  |
| 2    | 37     | Luc Alphand Guillaume Moreau Patrice Goueslard | Luc Alphand Aventures     | +55 Runden  |
| 3    | -      | nicht vergeben                                 | –                         | –           |
| GT2  | Gesamt | Fahrer                                         | Team                      | Zeit        |
| 1    | 24     | Robert Bell Gianmaria Bruni                    | Virgo Motorsport          | +26 Runden  |
| 2    | 25     | Marc Lieb Alex Davison                         | Team Felbermayr-Proton    | +28 Runden  |
| 3    | 26     | Raymond Narac Richard Lietz                    | IMSA Performance Matmut   | +28 Runden  |

Das 1000-km-Rennen auf dem Nürburgring fanden am 17. August 2008 auf dem Grand Prix-Kurs des Nürburgrings statt und ging über eine Distanz von 1001,715 km, dabei wurde der Kurs 195-mal umrundet.
In der Qualifikation sicherte sich Marc Gené die Pole-Position. Dabei unterbot er seine eigne Rundenzeit des Vorjahres um mehr als zwei Sekunden. Er umrundete den Kurs in 1:39.492 und somit 0,023 Sekunden schneller als sein Teamkollege Pedro Lamy. In der LMP2 fuhr erneut Jos Verstappen die schnellste Runde und qualifizierte sich auf dem siebten Gesamtrang. In der GT1 überbot Tomáš Enge in der letzten gewerteten Runde die Zeit von Olivier Beretta. Dabei benötigte Enge zum Abschluss seiner letzten Runde 1:52.387. Die Pole-Position in der GT2 wurde von Anthony Beltoise herausgefahren.
Beim Rennstart können sich beide Peugeots vom Feld absetzen. Zunächst führt Stéphane Sarrazin, wird jedoch nach 15 Runden von Nicolas Minassian überholt. Dahinter kämpfen Stefan Mücke und Alexandre Prémat um den dritten Rang. Prémat geht später an Mücke vorbei, liegt nun aber mehrere Sekunden hinter den beiden Peugeot 908 zurück. Führungswechsel erfolgen nun nur durch unterschiedliche Boxenstoppfenster der beiden führenden Fahrzeuge. Dahinter fallen Prémat und Mike Rockenfeller weiter zurück und werden ihrerseits vom zweiten Audi R10 eingeholt. Zum Rennende hat das Team von Peugeot eine Runde Vorsprung vor beiden Wagen des Audiwerksteam.
In der LMP2 führt beim Start Jos Verstappen, gefolgt von Casper Elgaard. Verstappen kann seinen Platz zwischen den leistungsstärkeren LMP1-Fahrzeugen behaupten, der RS Spyder des Team Essex rutscht am Ende der zweiten Rennstunde ins Kiesbett, fährt nach später jedoch weiter. Dadurch kommt erst das Fahrzeug von Horag Racing, später Matthieu Lahaye auf den zweiten Platz der LMP2. Xavier Pompediou überholt Lahaye später, muss aber in der vierten Rennstunde die Box für eine Reparatur am Lola aufsuchen. Am Ende siegen Jos Verstappen und Jeroen Bleekemolen mit vier Runden Vorsprung vor Lahaye und Pierre Ragues.
Nach dem Start führt Tomáš Enge in der GT1-Kategorie. Nach ungefähr 20 Minuten überholt Olivier Baretta seinen Teamkollegen Guillaume Moreau und ist nun Zweiter. Später übergibt Baretta an Jérôme Policand, der in der zweiten Rennstunde mit Juan Barazi kollidiert, sein Fahrzeug jedoch in die Box fahren kann. Nun liegt der Lamborghini Murciélago auf dem zweiten Platz in der GT1. Jedoch muss Peter Kox das Fahrzeug eine Stunde vor Rennende mit einem Problem an der Kraftübertragung abstellen. Während an der Spitze Enge und Antonio García weiterhin die Klasse anführen, sucht das verbliebene Fahrzeug von Luc Alphand Aventures die Box auf. Bei der nun folgenden Reparatur müssen sie Teile des Schwesterautos verwenden, das damit endgültig ausgeschieden ist. Sie fallen dabei weit zurück, können sich jedoch knapp klassifizieren.
In der GT2 überholen Marc Lieb und Richard Lietz das Pole-Fahrzeug von Pierre Ehret. Der meisterschaftsführende Gianmarina Bruni muss nach einem Feuer im Training vom letzten Platz starten, kann nach 30 Minuten aber Lietz und etwas später Lieb überholen und führt nun in der GT2-Kategorie. An der Reihenfolge Virgo Motorsport, Felbermayr-Proton und IMSA Performance Matmus ändert sich nichts. Somit gewinnen Bruni und Robert Bell ihr drittes Rennen in dieser Saison.

### 1000km Silverstone
| LMP1 | Gesamt | Fahrer                                      | Team                      | Zeit        |
| ---- | ------ | ------------------------------------------- | ------------------------- | ----------- |
| 1    | 1      | Rinaldo Capello Allen McNish                | Audi Sport Team Joest     | 5:40:24,862 |
| 2    | 2      | Stefan Mücke Jan Charouz                    | Charouz Racing System     | +2 Runden   |
| 3    | 3      | Jean-Christoph Boullion Romain Dumas        | Pescarolo Sport           | +4 Runden   |
| LMP2 | Gesamt | Fahrer                                      | Team                      | Zeit        |
| 1    | 5      | Peter van Merksteijn Jos Verstappen         | Van Merksteijn Motorsport | +4 Runden   |
| 2    | 9      | Fredy Lienhard Didier Theys Jan Lammers     | Horag Racing              | +8 Runden   |
| 3    | 10     | Miguel Amaral Oliver Pla                    | Quifel ASM Team           | +10 Runden  |
| GT1  | Gesamt | Fahrer                                      | Team                      | Zeit        |
| 1    | 20     | Antonio García Tomáš Enge                   | Team Modena               | +17 Runden  |
| 2    | 21     | Roman Russinow Peter Kox                    | IPB Spartak Racing        | +18 Runden  |
| 3    | 22     | Patrice Goueslard Guillaume Moreau          | Luc Alphand Aventures     | +21 Runden  |
| GT2  | Gesamt | Fahrer                                      | Team                      | Zeit        |
| 1    | 26     | Robert Bell Jaime Melo                      | Virgo Motorsport          | +23 Runden  |
| 2    | 27     | Marc Lieb Alex Davison                      | Team Felbermayr-Proton    | +24 Runden  |
| 3    | 28     | Pierre Kaffer Pierre Ehret Anthony Beltoise | Farnbacher Racing         | +26 Runden  |

Das 1000-km-Rennen von Silverstone fand am 14. September 2008 statt und ging über eine Distanz von 195 Runden à 5,141 km, also insgesamt 1002,495 km.
In der 20-minütigen Qualifikation fuhr Stéphane Sarrazin zu seiner zweiten Pole-Position des Jahres. Mit einer Rundenzeit von 1:30.359 beendete er seine schnellste Runde mit 11/1000 Sekunden Abstand vor seinem Teamkollegen Nicolas Minassian, der die erste Startreihe komplettierte. Die Bestzeit der LMP2-Kategorie errang Jos Verstappen. Damit gingen alle Bestzeiten dieser Saison in seiner Klasse an den Niederländer. Mit einer Rundenzeit von 1:34.212 qualifizierte sich Verstappen zudem im Mittelfeld der LMP1-Fahrzeuge. Die schnellsten Runden in den beiden GT-Klassen fuhren zu einem mit einer 1:45.327 Peter Kox, zum anderen Robert Bell, der den Kurs in 1:48.960 umrundete.
Beim Start des Rennens kommen Allan McNish und Nicolas Minassian aneinander. Minassian dreht sich und reiht sich am Feldende ein, während McNish den nun führenden Pedro Lamy verfolgt. Beim Boxenstopp vor Ende der ersten Rennstunde geht der Audi-Pilot an Lamy vorbei. Minassian, der sich nach dem Dreher zu Rennbeginn zwischenzeitlich auf den dritten Rang vorgearbeitet hat, kollidiert beim Überrunden mit dem GT2-Pilot Richard Lietz. Beide Fahrzeuge werden beim Unfall irreparabel beschädigt und das Rennen wird durch das Safety-Car neutralisiert. Nun führen beide Audi R10 das Feld an, jedoch kollidieren Rinaldo Capello und Stéphane Sarrazin nach der Freigabe des Rennens. Als Resultat des zweiten Unfalls der beiden Wagen in diesem Rennen muss Sarrazin für eine halbstündige Reparatur die Box aufsuchen, Capello kann nach einem Reifenwechsel sofort weiterfahren. Durch den Unfall liegt nun Alexandre Premat in Führung, gefolgt von Jan Charouz und Olivier Panis. Im weiteren Verlauf des Rennens können Capello und McNish wieder zum Schwesterfahrzeug aufschließen und dieses eine Stunde vor Rennende überholen. Kurz darauf muss der nun Zweitplatzierte Premat mit Problemen an der Aufhängung an die Box. Premat kann später weiterfahren, fällt in einer anschließenden Stop-and-Go-Strafe bis zum Rennende auf vierten Platz zurück.
Jos Verstappen setzt seine LMP2-Bestzeit in der Qualifikation in eine Klassenführung um, dahinter folgt Xavier Pompediou im Lola B08/80. Trotz einer Stop-and-Go-Strafe für unerlaubte Hilfe in der Startaufstellung führt Verstappen auch nach Vollendung der zweiten Rennstunde. Wenige Minuten später kollidiert sein direkter Verfolger Pompidou mit Roman Russinow. Der Unfall löst eine Safety-Car-Phase aus und Pompidou muss sein Fahrzeug aufgeben. Nach erneuter Freigabe des Rennens kann Jan Lammers bis zur vierten Rennstunde auf den zweiten Platz in der LMP2-Klasse vorfahren. Dahinter kämpfen zunächst Darren Manning und Miguel Amaral um den verbliebenen Podiumsplatz. Mit einem 8-minütigen Boxenstopp für den Embassy-Fahrer fällt die Situation zugunsten des Quifel ASM Team aus.
In der GT1-Kategorie führt zunächst Peter Kox, wird jedoch nach 30 Minuten von Tomáš Enge überholt. Die Fahrzeuge von Luc Alphand Aventures und Strakka Racing verlieren frühzeitig den Anschluss an die Spitzengruppe, so dass Roman Russinow trotz Kollision mit Xavier Pompidou zu Beginn der dritten Rennstunde auf dem zweiten Platz bleibt. Jedoch fällt die Fahrerpaarung Kox/Russinow eine Runde hinter die Führenden Antonio García und Tomáš Enge zurück, die am Ende das Rennen in der GT1 für sich entscheiden.
Robert Bell führt nach dem Rennstart in der Klasse der GT2-Fahrzeuge, kann sich jedoch zunächst nicht von seinen Verfolgern Richard Lietz und Marc Lieb absetzen. Durch die Kollision von Lietz und Nicolas Minassin nach Vollendung der ersten Rennstunde rückt nun Lieb auf die zweite Position vor. Nachdem die Rennleitung das Rennen erneut freigibt, setzt sich die Fahrerpaarung Bell und Jaime Melo zunehmend vom Zweitplatzierten Lieb und Alex Davison ab. Lieb und Davison ihrerseits können bis zum Überqueren der Ziellinie zwei Runden Vorsprung auf Pierre Ehret, Pierre Kaffer und Antohony Beltoise herausfahren.

## Gesamtpunktestand

### Fahrerwertung
Innerhalb jeder der 4 Klassen werden an die Fahrer der ersten acht Fahrzeuge Punkte wie folgt verteilt: 10-8-6-5-4-3-2-1. Fahrer, die nicht mindestens 45 Minuten gefahren sind, erhalten keine Punkte. Sollten zwei oder mehrere Fahrer gleiche Anzahl von Meisterschaftspunkte haben, werden diejenigen besser gestellt, die in der Saison das beste Einzelresultat erzielen konnten. Haben alle Fahrer dasselbe Resultat erzielt, wird demjenigen der Vorrang gegeben, der die meisten Platzierungen mit dem Ergebnis vorweisen kann. Sollten alle Fahrer die gleiche Anzahl an entsprechenden Resultaten haben, wird derjenige besser bewertet, der das Einzelresultat als erstes erzielte. Ansonsten belegen alle Fahrer dieselbe Platzierung.

#### LMP1

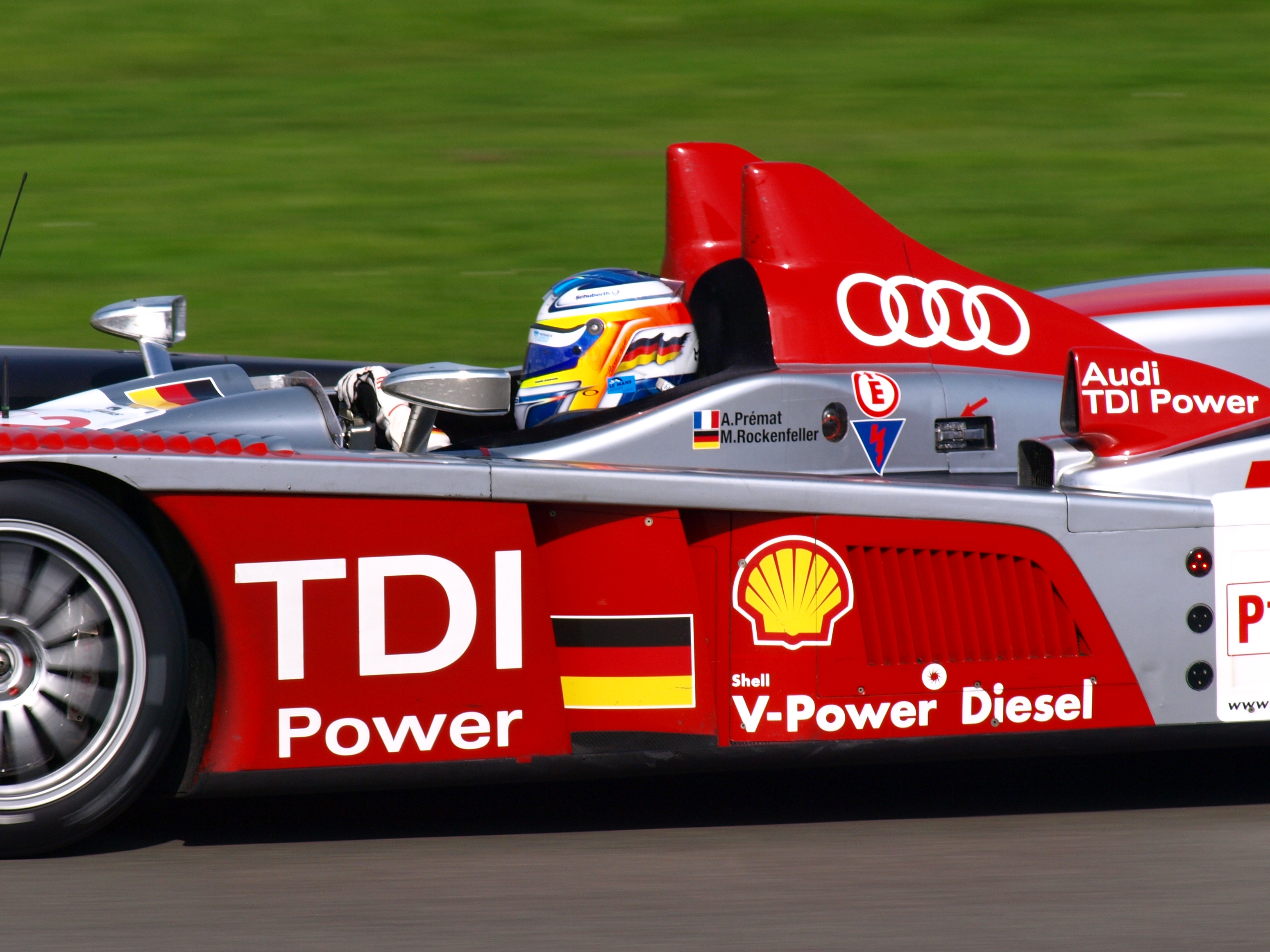
Mike Rockenfeller im Audi R10

Vorjahresmeister Stéphane Sarrazin und Pedro Lamy konnten ihren Erfolg trotz zwei Siegen in fünf Rennen nicht wiederholen. Auch ihre Teamkollegen Marc Gené und Nicolas Minassian reichten zwei weitere Siege nicht zum Meistertitel. Ähnlich der Vorjahressituation waren alle Peugeotpiloten stets die schnellsten Fahrer im Feld, so startete einer der beiden Fahrzeuge stets von der Pole-Position ins Rennen. Allan McNish qualifizierte sich lediglich in Spa-Francorchamps für die erste Startreihe. Jedoch fehlte es beiden Peugeot-Fahrerpaarungen weiterhin an Zuverlässigkeit. Konnte das Team sich am Jahresende 2007 trotzdem gegenüber Jean-Christophe Boullion durchsetzen, scheiterten sie in diesem Jahr an Alexandre Prémat und Mike Rockenfeller. Obwohl Prémat und Rockenfeller lediglich 5,5 % der kompletten Renndistanz des Jahres führten, vermieden sie alle Risiken und fuhren so immer unter den ersten Vier in die Punkte. Teamkollegen Rinaldo Capello und Allan McNish hingegen konnten ihren Sieg beim 1000-km-Rennen in Silverstone, die besseren Qualifikationszeiten und höhere Anzahl von Führungsrunden nicht in der Meisterschaft ausspielen. Bedingt durch die mehrfachen Kollisionen mit Konkurrent Team Peugeot Total, fielen sie beispielsweise in Monza und Spa weit zurück. So ging der Vizemeistertitel an Marc Gené und Nicolas Minassian. Beste Fahrer in Le-Mans-Prototypen mit Benzinmotor waren Jan Charouz und Stefan Mücke, die hinter den Werkspiloten die größte Konstanz im Feld vorweisen konnten.
| Platz | Fahrer                   | Team                  | Lauf 1 | Lauf 2 | Lauf 3 | Lauf 4 | Lauf 5 | Total |
| ----- | ------------------------ | --------------------- | ------ | ------ | ------ | ------ | ------ | ----- |
| 1     | Alexandre Prémat         | Audi Sport Team Joest | 8      | 8      | 8      | 6      | 5      | 35    |
| =     | Mike Rockenfeller        | Audi Sport Team Joest | 8      | 8      | 8      | 6      | 5      | 35    |
| 2     | Marc Gené                | Team Peugeot Total    | 10     | 4      | 10     | 8      |        | 32    |
| =     | Nicolas Minassian        | Team Peugeot Total    | 10     | 4      | 10     | 8      |        | 32    |
| 3     | Rinaldo Capello          | Audi Sport Team Joest | 4      | 3      | 5      | 5      | 10     | 27    |
| =     | Allan McNish             | Audi Sport Team Joest | 4      | 3      | 5      | 5      | 10     | 27    |
| 4     | Pedro Lamy               | Team Peugeot Total    | 1      | 10     |        | 10     |        | 21    |
| =     | Stéphane Sarrazin        | Team Peugeot Total    | 1      | 10     |        | 10     |        | 21    |
| 5     | Jan Charouz              | Charouz Racing System | 6      | 1      |        | 4      | 8      | 19    |
| =     | Stefan Mücke             | Charouz Racing System | 6      | 1      |        | 4      | 8      | 19    |
| 6     | Jean-Christophe Boullion | Pescarolo Sport       | 5      |        | 4      |        | 6      | 15    |
| 7     | Stuart Hall              | Creation Autosportif  |        | 5      | 3      | 2      | 4      | 14    |
| 8     | Harold Primat            | Pescarolo Sport       | 3      | 6      |        | 1      | 3      | 13    |
| =     | Christophe Tinseau       | Pescarolo Sport       | 3      | 6      |        | 1      | 3      | 13    |
| 9     | Jacques Villeneuve       | Team Peugeot Total    |        |        | 10     |        |        | 10    |
| 10    | Emmanuel Collard         | Pescarolo Sport       | 5      |        | 4      |        |        | 9     |
| 11    | Robbie Kerr              | Creation Autosportif  |        | 5      | 3      |        |        | 8     |
| 12    | Nicolas Lapierre         | Team ORECA-Matmut     |        |        | 6      |        |        | 6     |
| =     | Olivier Panis            | Team ORECA-Matmut     |        |        | 6      |        |        | 6     |
| 13    | Romain Dumas             | Pescarolo Sport       |        |        |        |        | 6      | 6     |
| 14    | Jamie Campbell-Walter    | Creation Autosportif  |        |        |        | 2      | 4      | 6     |
| 15    | Soheil Ayari             | Team ORECA-Matmut     |        |        |        | 3      | 2      | 5     |
| =     | Stéphane Ortelli         | Team ORECA-Matmut     |        |        |        | 3      | 2      | 5     |
| 16    | Vanina Ickx              | Rollcentre Racing     | 2      | 2      |        |        | 1      | 5     |
| 17    | Loïc Duval               | Team ORECA-Matmut     |        |        |        | 3      |        | 3     |
| 18    | João Barbosa             | Rollcentre Racing     | 2      |        |        |        | 1      | 3     |
| 19    | Martin Short             | Rollcentre Racing     | 2      |        |        |        |        | 2     |
| 20    | Ducan Tappy              | Rollcentre Racing     |        | 2      |        |        |        | 2     |
| 21    | Angel Burgueño           | Epsilon Euskadi       |        |        | 2      |        |        | 2     |
| =     | Miguel Angel de Castro   | Epsilon Euskadi       |        |        | 2      |        |        | 2     |
| 22    | Marc Faggionato          | Saulnier Racing       |        |        | 1      |        |        | 1     |
| =     | Richard Hein             | Saulnier Racing       |        |        | 1      |        |        | 1     |
| =     | Jacques Nicolet          | Saulnier Racing       |        |        | 1      |        |        | 1     |
| 23    | Charlie Hollings         | Rollcentre Racing     |        |        |        |        | 1      | 1     |

#### LMP2

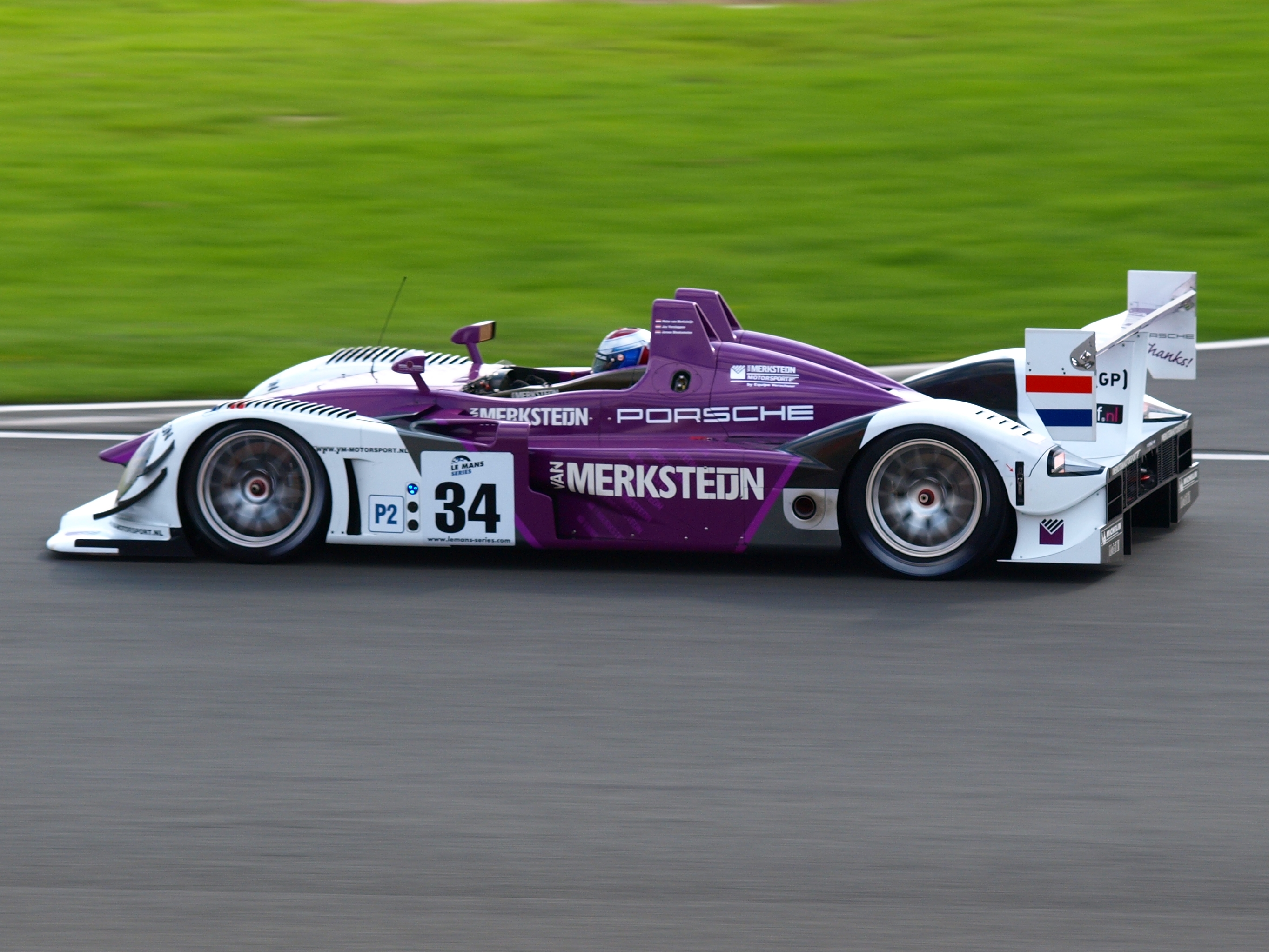
Verstappen in Silverstone 2008

Die Fahrermeisterschaft der LMP2 wurde bereits am Nürburgring entschieden. Durch die den Sieg von Jos Verstappen und Jeroen Bleekemolen konnten die zweitplatzierten Casper Elgaard und John Nielsen im letzten Rennen lediglich gleichziehen. Da die beiden Dänen jedoch weniger Klassensiege hätten vorweisen können, wären sie dennoch lediglich Vizemeister geworden. Da Peter Van Merksteijn Fahrer und Teameigner beim 1000-km-Rennen Nürburgring sich gegen eine Teilnahme an der Meisterschaft und für einen Einsatz mit seinem Sohn in der Rallye Deutschland entschied, wurde der Fahrertitel der LMP2 Verstappen allein zugesprochen. So wurde beim Lauf in Silverstone entschieden ob Van Merksteijn oder Casper Elgaar und John Nielsen den Vizemeistertitel erhielten. Durch einen weiteren Sieg des Porsche RS Spyder von Van Merksteijn Motorsport behielt letztlich der Holländer die Oberhand. Mike Newton und Thomas Erdos, Meister des Vorjahres, spielten, wie auch der verbliebene Vizemeister Miguel Amaral, in diesem Jahr keine entscheidende Meisterschaftsrolle. Keine der Fahrer konnte entweder eine Pole-Position oder eine Führungsrunde am Ende des Jahres vorweisen.
| Platz | Fahrer               | Team                       | Lauf 1 | Lauf 2 | Lauf 3 | Lauf 4 | Lauf 5 | Total |
| ----- | -------------------- | -------------------------- | ------ | ------ | ------ | ------ | ------ | ----- |
| 1     | Jos Verstappen       | Van Merksteijn Motorsport  | 10     | 8      | 10     | 10     | 10     | 48    |
| 2     | Peter Van Merksteijn | Van Merksteijn Motorsport  | 10     | 8      | 10     |        | 10     | 38    |
| 3     | Casper Elgaard       | Team Essex                 | 6      | 10     | 6      | 6      | 4      | 32    |
| =     | John Nielsen         | Team Essex                 | 6      | 10     | 6      | 6      | 4      | 32    |
| 4     | Jan Lammers          | Horag Racing               | 3      | 6      | 8      |        | 8      | 25    |
| =     | Didier Theys         | Horag Racing               | 3      | 6      | 8      |        | 8      | 25    |
| 5     | Mathieu Lahaye       | Saulnier Racing            | 4      | 4      | 5      | 8      |        | 21    |
| =     | Pierre Ragues        | Saulnier Racing            | 4      | 4      | 5      | 8      |        | 21    |
| 6     | Thomas Erdos         | RML                        | 5      | 5      | 3      | 3      | 5      | 21    |
| =     | Mike Newton          | RML                        | 5      | 5      | 3      | 3      | 5      | 21    |
| 7     | Fredy Lienhard       | Horag Racing               | 3      | 6      |        |        | 8      | 17    |
| 8     | Miguel Amaral        | Quifel ASM Team            |        | 2      |        | 4      | 6      | 12    |
| =     | Olivier Pla          | Quifel ASM Team            |        | 2      |        | 4      | 6      | 12    |
| 9     | Jeroen Bleekemolen   | Van Merksteijn Motorsport  |        |        |        | 10     |        | 10    |
| 10    | Andrea Belicchi      | Speedy Racing / Team Sebah | 8      |        |        |        |        | 8     |
| =     | Xavier Pompidou      | Speedy Racing / Team Sebah | 8      |        |        |        |        | 8     |
| =     | Steve Zacchia        | Speedy Racing / Team Sebah | 8      |        |        |        |        | 8     |
| 11    | Claude-Yves Gosselin | Trading Performance        | 1      |        | 4      |        | 2      | 7     |
| =     | Karim Ojjeh          | Trading Performance        | 1      |        | 4      |        | 2      | 7     |
| 12    | Warren Hughes        | Embassy Racing             |        | 1      |        | 2      | 3      | 6     |
| 13    | Joey Foster          | Embassy Racing             |        |        |        | 5      |        | 5     |
| =     | Darren Manning       | Embassy Racing             |        |        |        | 5      |        | 5     |
| 14    | Julien Schroyen      | Trading Performance        | 1      |        | 4      |        |        | 5     |
| 15    | Jonny Kane           | Embassy Racing             |        |        |        | 2      | 3      | 5     |
| 16    | Hideki Noda          | Kruse Schiller Motorsport  |        | 3      |        |        | 1      | 4     |
| =     | Jean de Pourtales    | Kruse Schiller Motorsport  |        | 3      |        |        | 1      | 4     |
| 17    | Jan-Dirk Lueders     | Bruchladdich Radical       | 2      |        | 2      |        |        | 4     |
| =     | Jens Petersen        | Bruchladdich Radical       | 2      |        | 2      |        |        | 4     |
| =     | Marc Rostan          | Bruchladdich Radical       | 2      |        | 2      |        |        | 4     |
| 18    | Adam Sharpe          | Trading Performance        |        |        |        |        | 2      | 2     |
| 19    | Mario Haberfeld      | Embassy Racing             |        | 1      |        |        |        | 1     |
| 20    | Fernando Rees        | Barazi-Epsilon             |        |        |        | 1      |        | 1     |
| =     | Michael Vergers      | Barazi-Epsilon             |        |        |        | 1      |        | 1     |
| =     | Juan Barazi          | Barazi-Epsilon             |        |        |        | 1      |        | 1     |

#### GT1

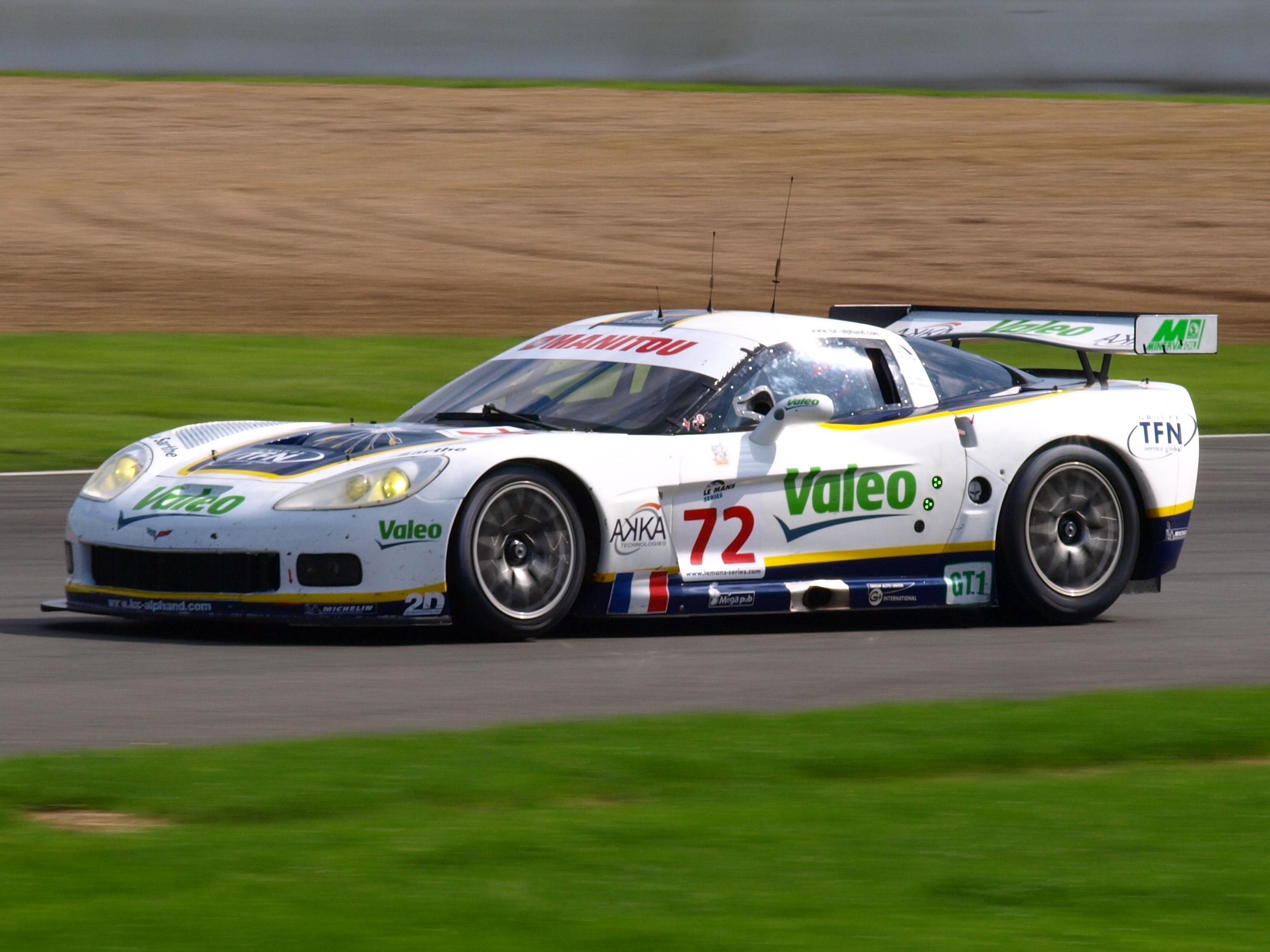
Corvette von Patrice Goueslard und Guillaume Moreau

Nachdem sich neben Vorjahressieger ORECA eine Reihe von Teams in dieser Saison anderen Aufgaben zuwandten, verblieben in der Gruppe GT1 lediglich drei festeingeschriebene Rennteams. Da zu keinem Zeitpunkt mehr als fünf Fahrerkombinationen in ein Rennen starteten, erzielte jeder klassifizierte Fahrer somit Meisterschaftspunkt. Bis zum vorletzten Lauf auf dem Nürburgring lagen Guillaume Moreau und Patrice Goueslard mit neun Punkten deutlich in Führung. Antonio García und Tomáš Enge fanden nach dem technischen Defekt in Barcelona mit zwei Podiumsplatzierungen Anschluss an die Fahrerpaarung Russinow/Kox, die ihrerseits beim ersten Meisterschaftslauf Punkte an Gaststarter Larbre Compétition abgeben mussten. Am Nürburgring waren lediglich vier GT1-Fahrzeugen eingeschrieben, davon zwei Wagen von Luc Alphand. Mit dem Ausfall des Lamborghinis und des eigenen Schwesterfahrzeug verblieben lediglich zwei GT1-Fahrzeuge im Rennen. Trotz 32 Runden Rückstand auf die nun in der Meisterschaft Zweitplatzierten García und Enge, reichte die absolvierte Distanz um als Zweitplatzierter acht Meisterschaftspunkte zu erhalten. Dadurch benötigte Moreau und Goueslard beim letzten Lauf in Silverstone nun lediglich einen Zähler. Die Fahrerpaarung beendete das Rennen letztlich auf dem Podium und sicherte sich somit die Meisterschaft der GT1-Kategorie, obwohl am Saisonende die Verfolger mit 58,1 % eine deutlich höhere Anzahl an Führungsrunden vorweisen konnte. Enge und García hingegen verteidigten mit dem dritten Klassensieg ihre Position als Vizemeister 2008.
| Platz | Fahrer               | Team                  | Lauf 1 | Lauf 2 | Lauf 3 | Lauf 4 | Lauf 5 | Total |
| ----- | -------------------- | --------------------- | ------ | ------ | ------ | ------ | ------ | ----- |
| 1     | Patrice Goueslard    | Luc Alphand Aventures | 10     | 8      | 10     | 8      | 6      | 42    |
| =     | Guillaume Moreau     | Luc Alphand Aventures | 10     | 8      | 10     | 8      | 6      | 42    |
| 2     | Tomáš Enge           | Team Modena           |        | 10     | 6      | 10     | 10     | 36    |
| =     | Antonio García       | Team Modena           |        | 10     | 6      | 10     | 10     | 36    |
| 3     | Luc Alphand          | Luc Alphand Aventures | 10     |        | 10     | 8      |        | 28    |
| 4     | Peter Kox            | IPB Spartak Racing    | 6      | 5      | 8      |        | 8      | 27    |
| =     | Roman Russinow       | IPB Spartak Racing    | 6      | 5      | 8      |        | 8      | 27    |
| 5     | Peter Hardman        | Strakka Racing        |        |        | 5      |        | 5      | 10    |
| 5     | Nick Leventis        | Strakka Racing        |        |        | 5      |        | 5      | 10    |
| 6     | Patrick Bornhauser   | Larbre Compétition    | 8      |        |        |        |        | 8     |
| =     | Christophe Bouchut   | Larbre Compétition    | 8      |        |        |        |        | 8     |
| =     | Frédéric Makowiecki  | Larbre Compétition    | 8      |        |        |        |        | 8     |
| 7     | Olivier Beretta      | Luc Alphand Aventures |        | 8      |        |        |        | 8     |
| 8     | Jean-Luc Blanchemain | Luc Alphand Aventures |        | 6      |        |        |        | 6     |
| =     | Sébastien Dumez      | Luc Alphand Aventures |        | 6      |        |        |        | 6     |
| =     | Patrice Manopoulos   | Luc Alphand Aventures |        | 6      |        |        |        | 6     |
| 9     | Darren Turner        | Strakka Racing        |        |        |        |        | 5      | 6     |

#### GT2

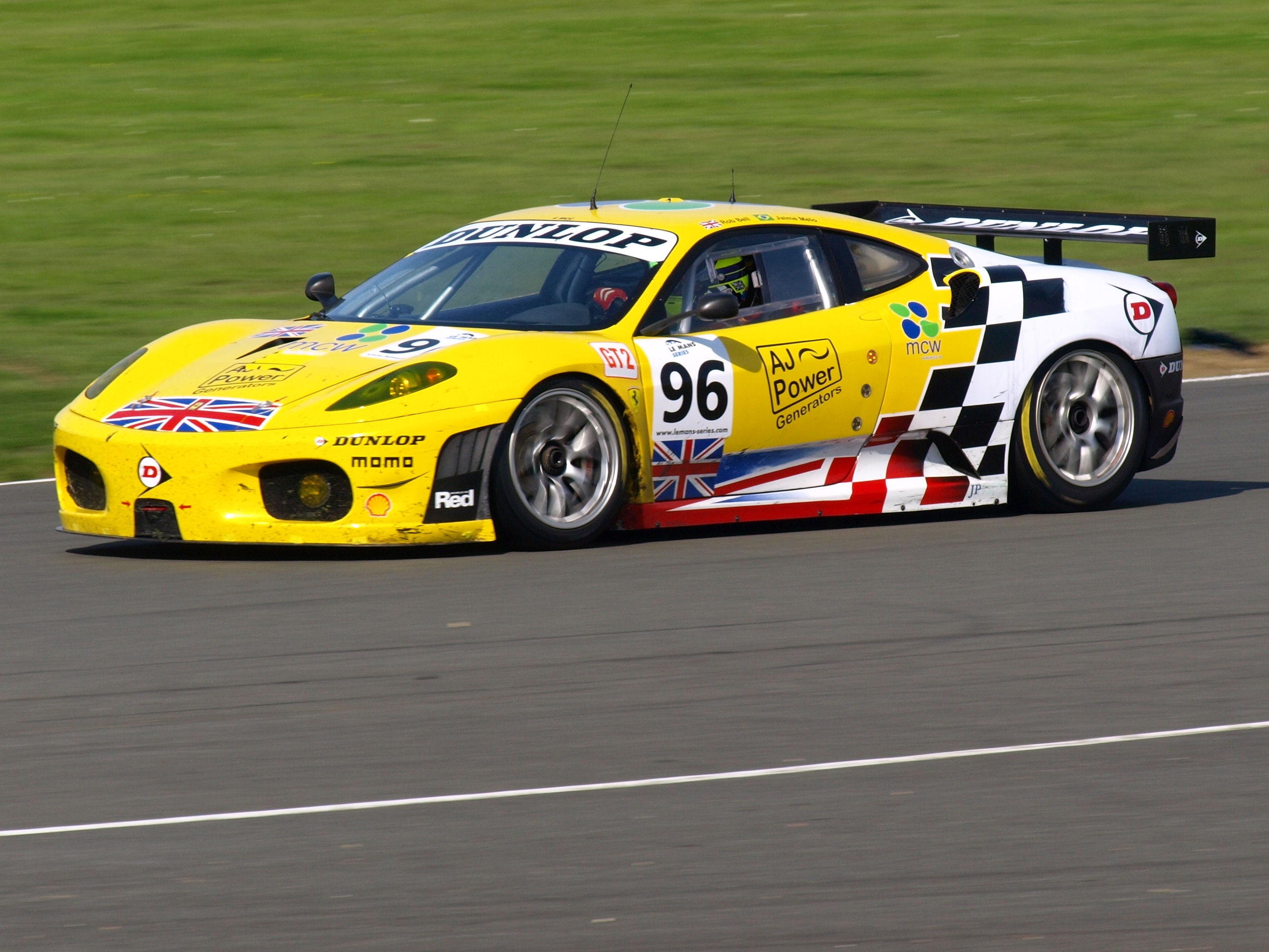
Robert Bell im Ferrari F430

In der Fahrermeisterschaft der GT2 konnten sich über die Saison zwei Fahrerteams vom Rest des Feldes absetzen. Zum einen der Meister des Vorjahres Robert Bell mit Gianmaria Bruni, zum anderen der Vizemeister 2007 Marc Lieb mit Alex Davison. Da Bruni beim 1000-km-Rennen von Silverstone seinen Verpflichtungen in der FIA-GT-Meisterschaft nachging, eröffnete es Bell erneut die Möglichkeit alleiniger Sieger zu werden. Dank des vierten Klassensiegs von Bell und Jamie Melo beim Heimrennen von Virgo Motorsport gewann Bell nicht nur die Meisterschaft, sondern zog mit Lieb auch in der Anzahl der Meistertitel gleich. Zudem konnte er nun eine höhere Anzahl von Klassensiegen vorweisen als der Deutsche, der mit Davison durch eine erneute Podiumsplatzierung Brunis 30 Zähler überbot und erneut Vizemeister wurde. Bruni seinerseits hatte die dritte Position schon vor dem Lauf sicher, da Verfolger Ben Aucott und Stéphane Daoudi bereits nach dem 1000-km-Rennen vom Nürburgring mehr als 10 Punkte zurücklagen.
| Platz | Fahrer               | Team                    | Lauf 1 | Lauf 2 | Lauf 3 | Lauf 4 | Lauf 5 | Total |
| ----- | -------------------- | ----------------------- | ------ | ------ | ------ | ------ | ------ | ----- |
| 1     | Robert Bell          | Virgo Motorsport        | 10     |        | 10     | 10     | 10     | 40    |
| 2     | Alex Davison         | Team Felbermayr-Proton  | 8      | 3      | 8      | 8      | 8      | 35    |
| =     | Marc Lieb            | Team Felbermayr-Proton  | 8      | 3      | 8      | 8      | 8      | 35    |
| 3     | Gianmaria Bruni      | Virgo Motorsport        | 10     |        | 10     | 10     |        | 30    |
| 4     | Pierre Ehret         | Farnbacher Racing       | 5      | 8      |        |        | 6      | 19    |
| =     | Pierre Kaffer        | Farnbacher Racing       | 5      | 8      |        |        | 6      | 19    |
| 5     | Ben Aucott           | JMB Racing              | 3      | 6      | 4      | 5      |        | 18    |
| 6     | Stéphane Daoudi      | JMB Racing              | 3      | 6      | 2      | 5      |        | 16    |
| 7     | Richard Lietz        | IMSA Performance Matmut | 6      |        | 3      | 6      |        | 15    |
| =     | Raymond Narac        | IMSA Performance Matmut | 6      |        | 3      | 6      |        | 15    |
| 8     | Ralf Kelleners       | Snoras Spyker Squadron  | 4      |        |        | 4      | 5      | 13    |
| =     | Alexei Vasiliev      | Snoras Spyker Squadron  | 4      |        |        | 4      | 5      | 13    |
| 9     | Anthony Beltoise     | Farnbacher Racing       | 5      |        |        |        | 6      | 11    |
| 10    | Andrea Chiesa        | Speedy Racing Team      |        | 5      | 5      |        | 1      | 11    |
| =     | Benjamin Leuenberger | Speedy Racing Team      |        | 5      | 5      |        | 1      | 11    |
| 11    | Paolo Maurizio Basso | JMB Racing              |        | 4      | 2      | 2      | 3      | 11    |
| =     | Peter Kutemann       | JMB Racing              |        | 4      | 2      | 2      | 3      | 11    |
| 12    | Lars-Erik Nielsen    | Farnbacher Racing       |        | 10     |        |        |        | 10    |
| =     | Allan Simonsen       | Farnbacher Racing       |        | 10     |        |        |        | 10    |
| =     | Richard Westbrook    | Farnbacher Racing       |        | 10     |        |        |        | 10    |
| 13    | Jaime Melo           | Virgo Motorsport        |        |        |        |        | 10     | 10    |
| 14    | Horst Felbermayr Jr. | Team Felbermayr-Proton  |        |        | 6      |        | 4      | 10    |
| =     | Christian Ried       | Team Felbermayr-Proton  |        |        | 6      |        | 4      | 10    |
| 15    | Peter Dumbreck       | Snoras Spyker Squadron  | 4      |        |        | 4      |        | 8     |
| 16    | Tim Sugden           | James Watt Automotive   |        | 2      | 1      | 1      | 2      | 6     |
| 17    | Iradj Alexander      | Speedy Racing Team      |        |        | 5      |        |        | 5     |
| 18    | Tom Coronel          | Snoras Spyker Squadron  |        |        |        |        | 5      | 5     |
| 19    | Richard Balandras    | IMSA Performance Matmut | 2      |        |        | 3      |        | 5     |
| =     | Jean-Philippe Belloc | IMSA Performance Matmut | 2      |        |        | 3      |        | 5     |
| =     | Michel Lecourt       | IMSA Performance Matmut | 2      |        |        | 3      |        | 5     |
| 20    | Markus Palttala      | James Watt Automotive   | 1      | 2      | 1      | 1      |        | 5     |
| 21    | Alain Ferté          | JMB Racing              |        |        | 4      |        |        | 4     |
| 22    | Horst Felbermayr Sr. | Team Felbermayr-Proton  |        |        | 0†     |        | 4      | 4     |
| 23    | Julien Gilbert       | JMB Racing              |        |        |        |        | 3      | 3     |
| 24    | Paul Daniels         | James Watt Automotive   | 1      |        | 1      | 1      |        | 3     |
| 25    | Johan-Boris Scheier  | JMB Racing              |        |        |        | 2      |        | 2     |
| 26    | Michael Outzen       | James Watt Automotive   |        |        |        |        | 2      | 2     |
| =     | Alan van der Merwe   | James Watt Automotive   |        |        |        |        | 2      | 2     |
| 27    | Mikael Forsten       | James Watt Automotive   | 1      |        |        |        |        | 1     |

† – Fahrer erhielt keine Punkte für den Meisterschaftslauf, da er nicht mindestens 45 Minuten im Rennen fuhr.

### Teamwertung

#### LMP1

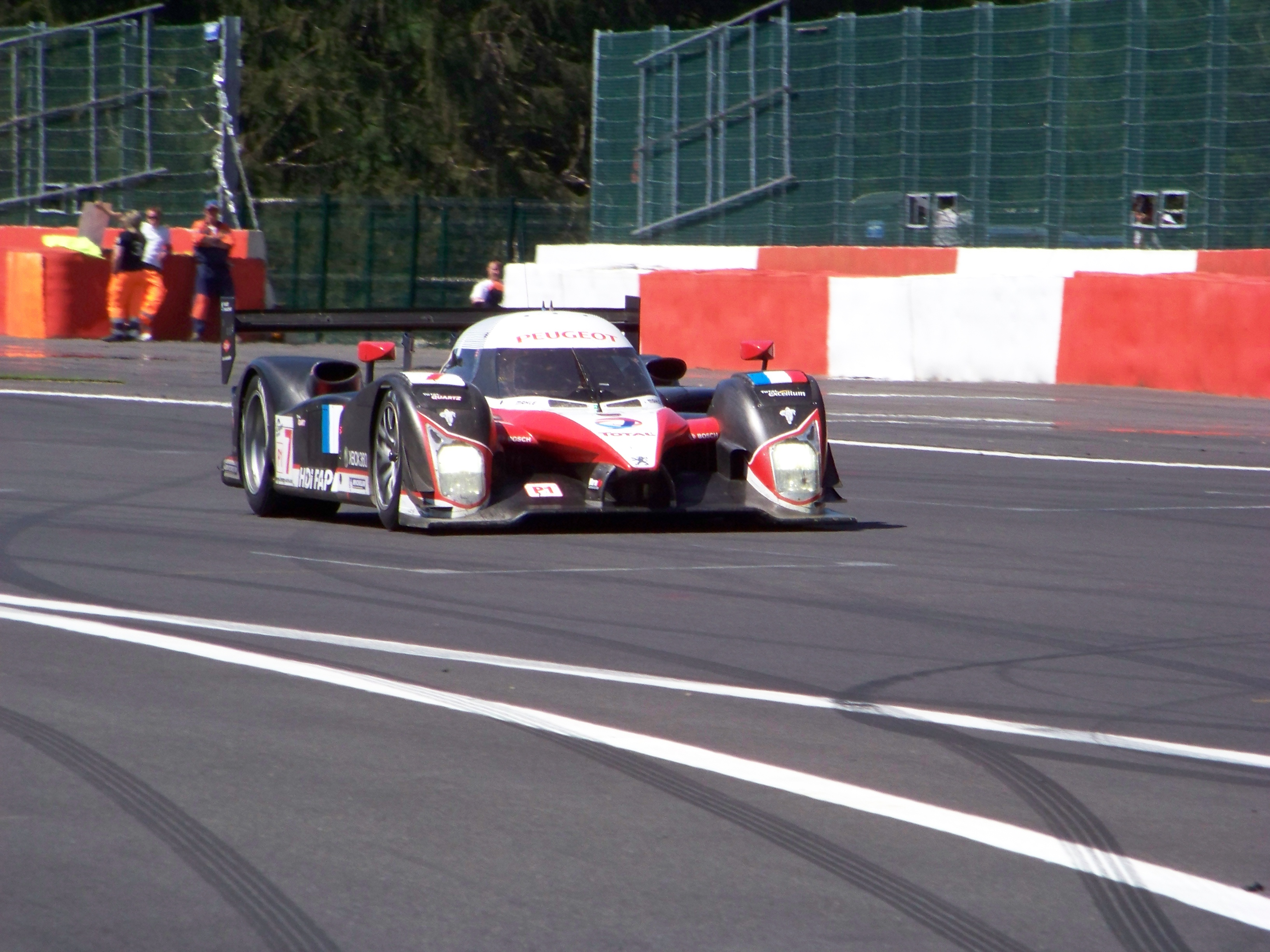
Peugeot 908 in Spa

Da alle Topteams in der Saison konstant auf dieselben Fahrer vertrauten, entspricht das Ergebnis der Teamwertung der Fahrermeisterschaft. So übernahm Audi Sport Team Joest, beim letzten Lauf in Silverstone die Führung. Peugeot die bis dahin die Siege unter den beiden 908 aufteilten, konnten durch Rennunfälle keine Punkte erzielen. Trotz des Ausfalls des bis dahin führenden Fahrzeug von Marc Gené und Nicolas Minassian beendete das Duo die Meisterschaft auf dem zweiten Platz und sicherte somit Peugeot eine weitere automatische Einladung zum 24-Stunden-Rennens von Le Mans 2009. Hinter den vier Werksfahrzeugen von Peugeot und Audi, beendete Charouz Racing System die Meisterschaft auf dem vierten Rang und schlug damit auch das Team Pescarolo Sport die mit zwei Meistertiteln 2005 und 2006 bislang das erfolgreichste Le-Mans-Series-Team ist. Teameigner Henri Pescarolo war über die Resultate der Saison weniger erfreut und zog nach dem letzten Rennen in Silverstone zwischenzeitlich in Betracht in die LMP2-Kategorie zu wechseln.
| Platz | Nr  | Team                  | Chassis             | Motor         | Lauf 1 | Lauf 2 | Lauf 3 | Lauf 4 | Lauf 5 | Total |
| ----- | --- | --------------------- | ------------------- | ------------- | ------ | ------ | ------ | ------ | ------ | ----- |
| 1     | #2  | Audi Sport Team Joest | Audi R10 TDI        | Audi          | 8      | 8      | 8      | 6      | 5      | 35    |
| 2     | #7  | Team Peugeot Total    | Peugeot 908 HDi FAP | Peugeot       | 10     | 4      | 10     | 8      |        | 32    |
| 3     | #1  | Audi Sport Team Joest | Audi R10 TDI        | Audi          | 4      | 3      | 5      | 5      | 10     | 27    |
| 4     | #8  | Team Peugeot Total    | Peugeot 908 HDi FAP | Peugeot       | 1      | 10     |        | 10     |        | 21    |
| 5     | #10 | Charouz Racing System | Lola B08/60         | Aston Martin  | 6      | 1      |        | 4      | 8      | 19    |
| 6     | #16 | Pescarolo Sport       | Pescarolo 01        | Judd GV5.5 S2 | 5      |        | 4      |        | 6      | 15    |
| 7     | #15 | Creation Autosportif  | Creation CA07       | AIM YS5.5     |        | 5      | 3      | 2      | 4      | 14    |
| 8     | #17 | Pescarolo Sport       | Pescarolo 01        | Judd GV5.5 S2 | 3      | 6      |        | 1      | 3      | 13    |
| 9     | #6  | Team ORECA-Matmut     | Courage-ORECA LC70  | Judd GV5.5 S2 |        |        | 6      |        |        | 6     |
| 10    | #5  | Team ORECA-Matmut     | Courage-ORECA LC70  | Judd GV5.5 S2 |        |        |        | 3      | 2      | 5     |
| 11    | #18 | Rollcentre Racing     | Pescarolo 01        | Judd GV5.5 S2 | 2      | 2      |        |        | 1      | 5     |
| 12    | #20 | Epsilon Euskadi       | Epsilon Euskadi ee1 | Judd GV5.5 S2 |        |        | 2      |        |        | 2     |
| 13    | #4  | Saulnier Racing       | Pescarolo 01        | Judd GV5.5 S2 |        |        | 1      |        |        | 1     |

#### LMP2

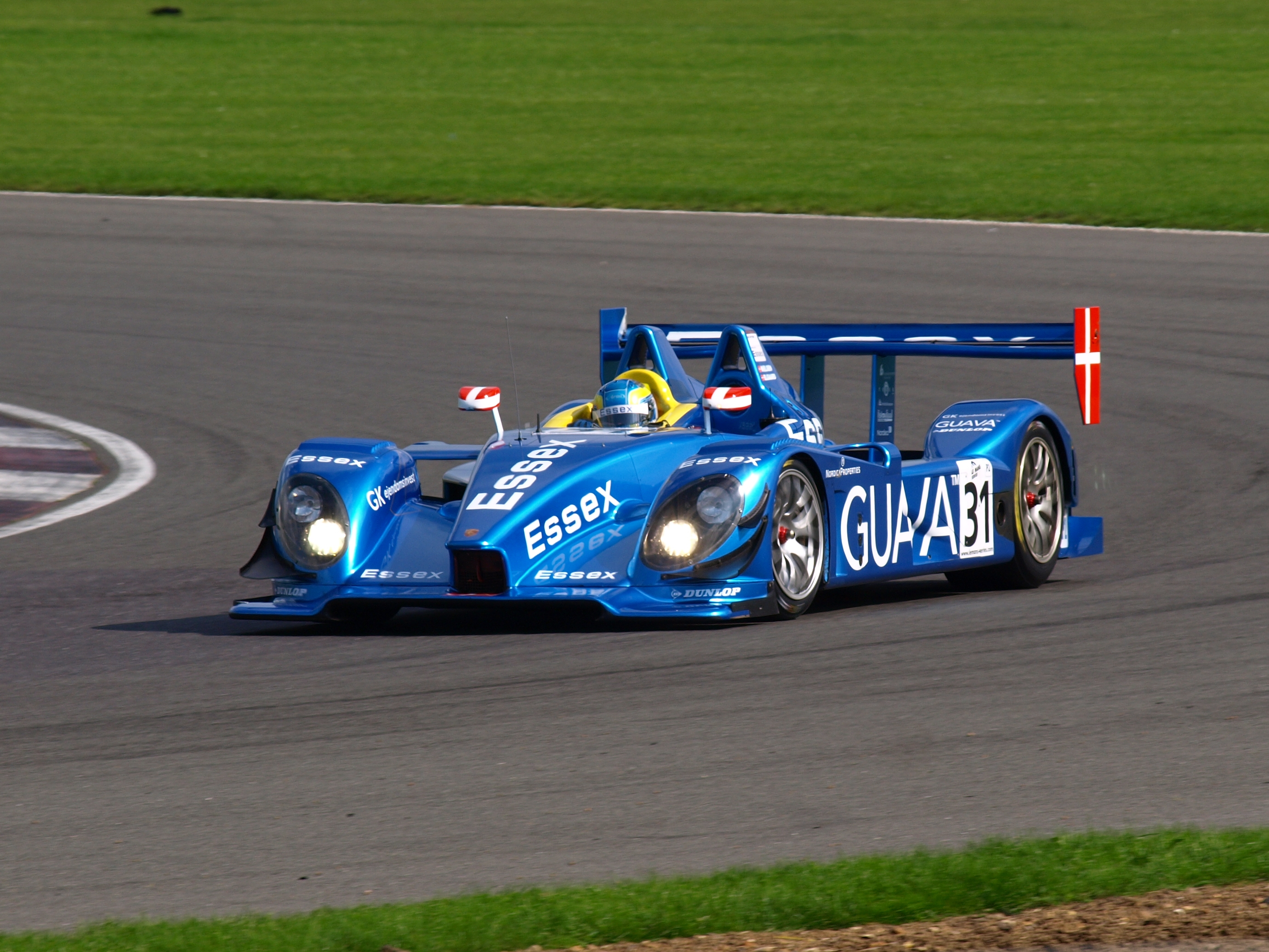
Porsche RS Spyder von Team Essex

Die Meisterschaft der LMP2 wurden weitestgehend von den drei Teams des RS Spyder dominiert. Lediglich die schweizerisch-britische Zusammenarbeit zwischen Speedy Racing und Team Sebah konnte die Geschwindigkeit der Porsche-Teams mitgehen. So war das Lola-Coupé auch das einzige Fahrzeug, das neben Van Merksteijn Motorsport, Team Essex und Horag Racing Führungsrunden in der LMP2-Klasse vorweisen konnte. Jedoch blieb dem Team durch technische Defekte und Rennunfälle ein entsprechendes Resultat in der Punktewertung verwehrt. Vorjahressieger RML konnte mit ihrem offenen Lola älteren Baujahrs ähnlich wie Saulnier Racing konstant in die Punkte fahren, in der Meisterschaftsentscheidung spielten beide jedoch keine Rolle. Am Jahresende entschied das Van Merksteijn die Teamwertung mit mehr als 10 Punkten Vorsprung für sich. Neben dem Meistertitel, erhielt die niederländische Mannschaft, wie der zweitplatzierte Team Essex eine Einladung zum 24-Stunden-Rennen von Le Mans 2009.
| Platz | Nr  | Team                      | Chassis           | Motor           | Lauf 1 | Lauf 2 | Lauf 3 | Lauf 4 | Lauf 5 | Total |
| ----- | --- | ------------------------- | ----------------- | --------------- | ------ | ------ | ------ | ------ | ------ | ----- |
| 1     | #34 | Van Merksteijn Motorsport | Porsche RS Spyder | Porsche MR6     | 10     | 8      | 10     | 10     | 10     | 48    |
| 2     | #31 | Team Essex                | Porsche RS Spyder | Porsche MR6     | 6      | 10     | 6      | 6      | 4      | 32    |
| 3     | #27 | Horag Racing              | Porsche RS Spyder | Porsche MR6     | 3      | 6      | 8      |        | 8      | 25    |
| 4     | #35 | Saulnier Racing           | Pescarolo 01      | Judd DB         | 4      | 4      | 5      | 8      |        | 21    |
| 5     | #25 | RML                       | MG-Lola EX265     | AER XP21        | 5      | 5      | 3      | 3      |        | 21    |
| 5     | #25 | RML                       | MG-Lola EX265C    | AER XP21        |        |        |        |        | 5      | 21    |
| 6     | #40 | Quifel ASM Team           | Lola B05/40       | AER P07         |        | 2      |        | 4      | 6      | 12    |
| 7     | #33 | Speedy Racing Team Sebah  | Lola B08/80       | Judd DB         | 8      |        |        |        |        | 8     |
| 8     | #41 | Trading Performance       | Zytek 07S/2       | Zytek ZG348     | 1      |        | 4      |        | 2      | 7     |
| 9     | #45 | Embassy Racing            | Embassy WF01      | Zytek ZG348     |        | 1      |        | 2      | 3      | 6     |
| 10    | #46 | Embassy Racing            | Embassy WF01      | Zytek ZG348     |        |        |        | 5      |        | 5     |
| 11    | #44 | Kruse Schiller Motorsport | Lola B05/40       | Mazda-AER MZR-R |        | 3      |        |        | 1      | 4     |
| 12    | #26 | Bruchladdich Radical      | Radical SR9       | AER P07         | 2      |        | 2      |        |        | 4     |
| 13    | #32 | Barazi-Epsilon            | Zytek 07S/2       | Zytek ZG348     |        |        |        | 1      |        | 1     |

#### GT1

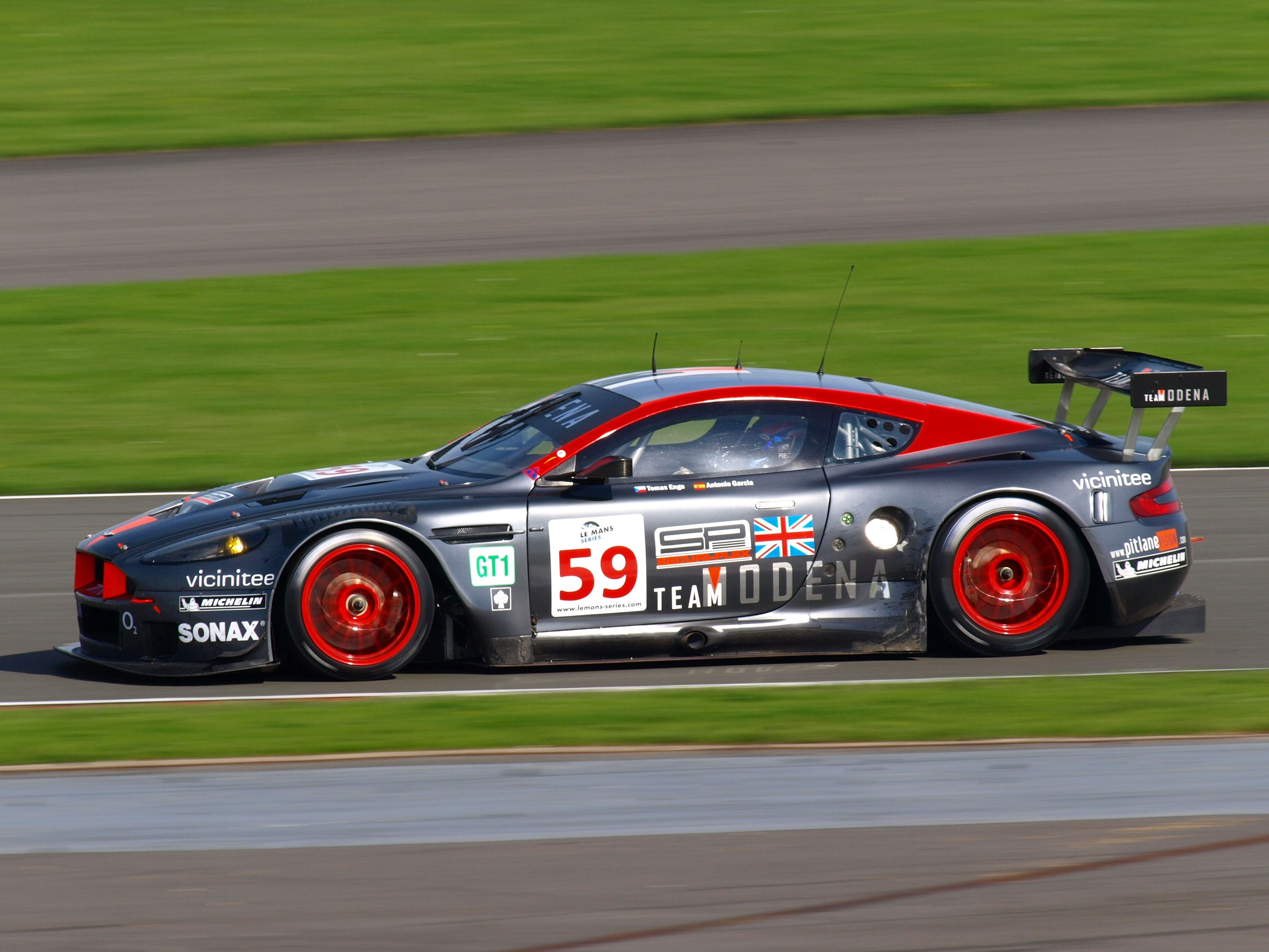
Vizemeister Team Modena in Silverstone

Die Ergebnisse der Fahrermeisterschaft und der Teammeisterschaft sind weitestgehend Deckungsgleich. Lediglich Darren Turner bei Strakka Motorsport, Olivier Barretta und dessen Teameigner Luc Alphand starteten für die jeweiligen Teams bei ausgewählten Meisterschaftsläufen. So konnte am Jahresende die Mannschaft von Luc Alphand Aventures mit der Startnummer 72 die Meisterschaft für sich entscheiden. Letztlich half den beiden Stammfahrern Patrice Goueslard und Guillaume Moreau einerseits das die Konkurrenzteams jeweils einen Ausfall zu verzeichnen hatten, während das französische Team um Alphand trotz technischer Defekte jedes Wertungsrennen in den Punkten beendete. Mit dem Klassensieg und den Vizemeistertitel der GT1 erhielt sowohl Luc Alphand Aventures, als auch Team Modena zudem eine Einladung für das 24-Stunden-Rennen in Le Mans 2009.
| Platz | Nr  | Team                  | Chassis                     | Motor            | Lauf 1 | Lauf 2 | Lauf 3 | Lauf 4 | Lauf 5 | Total |
| ----- | --- | --------------------- | --------------------------- | ---------------- | ------ | ------ | ------ | ------ | ------ | ----- |
| 1     | #72 | Luc Alphand Aventures | Chevrolet Corvette C6.R     | Chevrolet LS7-R  | 10     | 8      | 10     | 8      | 6      | 42    |
| 2     | #59 | Team Modena           | Aston Martin DBR9           | Aston Martin     |        | 10     | 6      | 10     | 10     | 36    |
| 3     | #55 | IPB Spartak Racing    | Lamborghini Murciélago R-GT | Lamborghini L535 | 6      | 5      | 8      |        | 8      | 27    |
| 4     | #61 | Strakka Racing        | Aston Martin DBR9           | Aston Martin     |        |        | 5      |        | 5      | 10    |
| 5     | #50 | Larbre Compétition    | Saleen S7R                  | Ford             | 8      |        |        |        |        | 8     |
| 6     | #73 | Luc Alphand Aventures | Chevrolet Corvette C6.R     | Chevrolet LS7-RR |        | 6      |        |        |        | 6     |

#### GT2

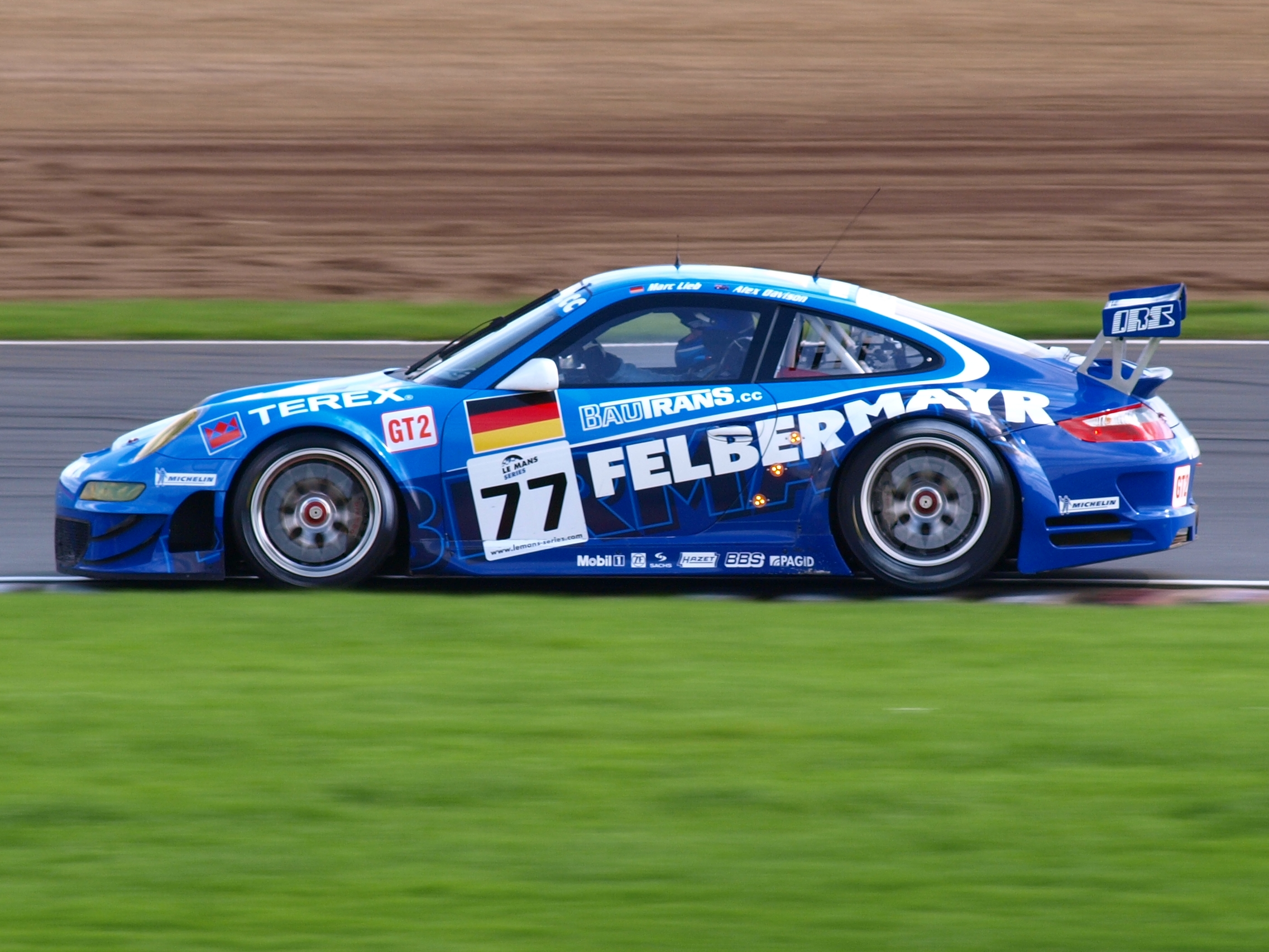
Fahrzeug des Vizemeister Felbermayr-Proton in Silverstone

Die Teammeisterschaft der GT2 gewann 2008 Virgo Motorsport, die vier der fünf Läufe als Klassensieger beendeten. Wie im Vorjahr ging der Vizemeistertitel an Verfolger Felbermayr-Proton. Das deutsche Team konnte ihrerseits vier Läufe auf dem zweiten Klassenrang beenden, technische Defekte beim einzigen Ausfall des Ferrari von Virgo Motorsport in Monza verhinderten eine bessere Platzierung der von Porsche unterstützten Mannschaft. Auch der ab dem 1000-km-Rennen von Spa eingesetzte 4,0-Liter-Boxermotor konnte den Ausgang der Meisterschaft nicht wenden. Virgo die am Jahresende mit 70,9 % die meisten Führungskilometer vorweisen konnten, sicherten sich eine Einladung zum 24-Stunden-Rennen von Le Mans 2010. Vizemeister Felbermayr-Proton die im Gegenzug mit 4316 km die größte Renndistanz zurücklegten, erhielten die verbliebene automatische Einladung in der GT2-Kategorie.
| Platz | Nr  | Team                    | Chassis                     | Motor          | Lauf 1 | Lauf 2 | Lauf 3 | Lauf 4 | Lauf 5 | Total |
| ----- | --- | ----------------------- | --------------------------- | -------------- | ------ | ------ | ------ | ------ | ------ | ----- |
| 1     | #96 | Virgo Motorsport        | Ferrari F430GTC             | Ferrari F136   | 10     |        | 10     | 10     | 10     | 40    |
| 2     | #77 | Team Felbermayr-Proton  | Porsche 997 GT3 RSR         | Porsche M97/80 | 8      | 3      | 8      |        |        | 35    |
| 2     | #77 | Team Felbermayr-Proton  | Porsche 997 GT3 RSR         | Porsche        |        |        |        | 8      | 8      | 35    |
| 3     | #90 | Farnbacher Racing       | Ferrari F430GTC             | Ferrari F136   | 5      | 8      |        |        | 6      | 19    |
| 4     | #99 | JMB Racing              | Ferrari F430GTC             | Ferrari F136   | 3      | 6      | 4      | 5      |        | 18    |
| 5     | #76 | IMSA Performance Matmut | Porsche 997 GT3 RSR         | Porsche M97/80 | 6      |        | 3      |        |        | 15    |
| 5     | #76 | IMSA Performance Matmut | Porsche 997 GT3 RSR         | Porsche        |        |        |        | 6      |        | 15    |
| 6     | #85 | Snoras Spyker Squadron  | Spyker C8 Laviolette GT2-R  | Audi           | 4      |        |        | 4      | 5      | 13    |
| 7     | #94 | Speedy Racing Team      | Spyker C8 Laviolette GT2-R  | Audi           |        | 5      | 5      |        | 1      | 11    |
| 8     | #98 | JMB Racing              | Ferrari F430GTC             | Ferrari F136   |        | 4      | 2      | 2      | 3      | 11    |
| 9     | #98 | Farnbacher Racing       | Porsche 997 GT3 RSR         | Porsche M97/80 |        | 10     |        |        |        | 10    |
| 10    | #88 | Team Felbermayr-Proton  | Porsche 997 GT3 RSR         | Porsche M97/80 |        |        | 6      |        | 4      | 10    |
| 11    | #75 | IMSA Performance Matmut | Porsche 997 GT3 RSR         | Porsche M97/80 | 2      |        |        | 3      |        | 5     |
| 11    | #95 | James Watt Automotive   | Porsche 997 GT3 RSR         | Porsche M97/80 | 1      | 2      | 1      | 1      |        | 5     |
| 12    | #93 | James Watt Automotive   | Aston Martin V8 Vantage GT2 | Aston Martin   |        |        |        |        | 2      | 2     |

## Begleitserien
Neben den Hauptrennen der Le Mans Series fuhren 2008 am gleichen Rennwochenende mehrere begleitende Rennserien auf derselben Strecke. Fester Bestandteil des Rahmenprogramms waren Classic Endurance Racing mit historischen Sportwagen und die Radical European Masters. Außerdem starteten der Markenpokal des THP Spider Cup bei drei der fünf europäischen Veranstaltungen. Zu ausgewählten Meisterschaftsläufen traten unter anderem die World Series by Renault und die ADAC GT Masters an.

## Berichterstattung
Eurosport übernahm für drei Jahre die Rechte an einer europaweiten Ausstrahlung der Live-Übertragung des Le Mans Series und dem 24-Stunden-Rennen von Le Mans. So sendete der Spartensender 2008 den Start jedes Rennens Live, danach übernahm bis zum Rennende Eurosport 2. Auf Eurosport folgte im Anschluss eine Zusammenfassung des Meisterschaftslaufs. Motors TV, die bislang alle Le-Mans-Series-Veranstaltungen ausstrahlten, reduzierten ihre Berichterstattung auf eine Zusammenfassung der jeweiligen Rennen.